# Reggio de Calabre
Pour les articles homonymes, voir Reggio.
Reggio de Calabre (en italien : Reggio Calabria [ˈrɛddʒɔ] ; en dialecte reggino : Riggiu ; en griko : Ρήγι, Rìji), couramment appelée simplement Reggio par ses habitants, est la plus grande ville de la région de Calabre et le siège de son conseil régional. Sa population de 168 293 habitants en fait la 21e ville la plus peuplée d'Italie et la 100e plus peuplée d'Europe. C'est également le troisième pôle économique du Mezzogiorno continental. La province de Reggio, élevée en 2015 au rang des villes métropolitaines d'Italie, compte environ 560 000 habitants.
Elle est située à l'extrémité sud de la péninsule italienne, enserrée entre le détroit de Messine, qui la sépare de la Sicile, et les rebords de l'Aspromonte, une chaîne de montagnes escarpées s'élevant dans l'arrière-pays de la ville. En tant que pôle régional majeur, Reggio entretient des liens culturels, historiques et économiques profonds avec la ville de Messine, située de l’autre côté du détroit, en Sicile. Ensemble, elles forment une métropole de près d'un million d'habitants.
Plus ancienne ville de la région, elle fut l'une des cités les plus prospères au temps de la Grande-Grèce, dans l'Antiquité. Le noyau urbain actuel de Reggio a été reconstruit après le désastreux séisme de 1908, qui l'avait presque entièrement détruite. En effet, la région est sujette à des secousses sismiques régulières en raison de son emplacement sur la plaque eurasienne, à proximité de la ligne de faille traversant le détroit qui délimite la plaque africaine.
Désormais, Reggio est un centre économique majeur pour son rôle dans l'administration régionale et les liaisons maritimes avec la côte méditerranéenne d'Afrique du Nord. Aux côtés de Naples et de Tarente, la ville abrite l'un des plus prestigieux musées archéologiques d'Italie : le Musée national de la Grande-Grèce, consacré à l'histoire et à la culture de la Grèce antique, qui expose notamment les fameux bronzes de Riace, rares sculptures grecques en bronze ayant survécu jusqu'à nos jours et devenues l'un des symboles de Reggio. Depuis 1907, Reggio accueille le siège de la Surintendance archéologique du Bruttium et de Lucanie. La ville doit également sa notoriété à son équipe de football, la Reggina, qui évoluait auparavant en première division italienne.
Le centre-ville, essentiellement composé d'immeubles présentant une architecture Liberty, s'étire de façon linéaire le long de la côte avec des rues parallèles à sa promenade littorale parsemée de magnolias et de palmiers exotiques. Reggio de Calabre est affublée de plusieurs surnoms populaires, reflétant son patrimoine et ses particularités locales : la « cité des bronzes », en hommage aux bronzes de Riace ; la « cité de l'or vert », en référence à la couleur caractéristique de la bergamote, un agrume cultivé exclusivement dans la région ; ou bien « ville de la Fata Morgana », en raison du phénomène optique extrêmement rare qui est visible depuis son front de mer.

## Géographie

### Localisation
Reggio de Calabre se situe à l’extrême pointe de la botte italienne, sur les contreforts de l'Aspromonte, en position centrale dans la mer Méditerranée, sur la rive orientale du détroit de Messine (où l'on place la rencontre entre Ulysse et les monstres mythologiques Charybde et Scylla, décrite par Homère dans l'Odyssée) d'où elle jouit d'un panorama exceptionnel sur la Sicile et l'Etna.
Le territoire municipal - défini au début du XXe siècle Grande Reggio - se trouve au centre d'un plus vaste ensemble (aire urbaine du détroit) d'environ 391 500 habitants comprenant toutes les villes situées entre Bagnara Calabra au nord et Melito di Porto Salvo au sud, et jusqu'au massif de l'Aspromonte. L'influence économique, culturelle ainsi que la fonction de pôle d'attraction de Reggio de Calabre s'étend quant à elle du port de Gioia Tauro jusqu'à la Locride. En outre, l'aire urbaine de Reggio de Calabre ainsi que l'aire urbaine de Messine (séparées de 3 km par le bras de mer du détroit de Messine) vont probablement fusionner dans les années à venir en vue de constituer l'Aire urbaine intégrée du Détroit (Area metropolitana integrata dello Stretto), dont la population avoisinera les 885 000 habitants.
Le centre-ville a été reconstruit à une altitude moyenne de 31 m, en retrait du littoral, où l'ancien centre a été dévasté par le raz-de-marée consécutif au séisme de 1908. Géographiquement, le noyau urbain est circonscrit par les fiumare Annunziata (nord) et Calopinace (sud) tandis que le reste de la municipalité s'étend de Catona au nord jusqu'à Bocale au sud.
Le 38e parallèle franchit la ville au niveau du hameau de Bocale, où il est signalé par un obélisque en marbre de Carrare. Le cap Spartivento, point le plus au sud de la péninsule italienne, se situe dans la commune voisine de Palizzi.
Les secteurs épargnés par l'urbanisation sont modelés par les cultures en terrasses d'arbres fruitiers (bergamotiers et autres agrumes). Autrefois, le mûrier — essentiel pour l'élevage des vers à soie — y était tout aussi répandu. La région abritait de nombreuses filatures et était réputée pour ses tissus de qualité, exportés dans toute l'Europe jusqu'à leur déclin au XXe siècle devant les fibres synthétiques et autres nouvelles méthodes de production.

### Topographie
La ville s'étend sur un territoire de 236 km2, l'altitude minimale est de 0 m (zéro mètre), la maximale de 1 803 m, l'altitude moyenne du site historique est de 31 m. Le site historique s'étend entre la fiumara de l'Annunziata (au nord) et la fiumara du Calopinace (sud) ; le territoire communal est compris entre Catona (nord) et Bocale (sud).

### Hydrographie

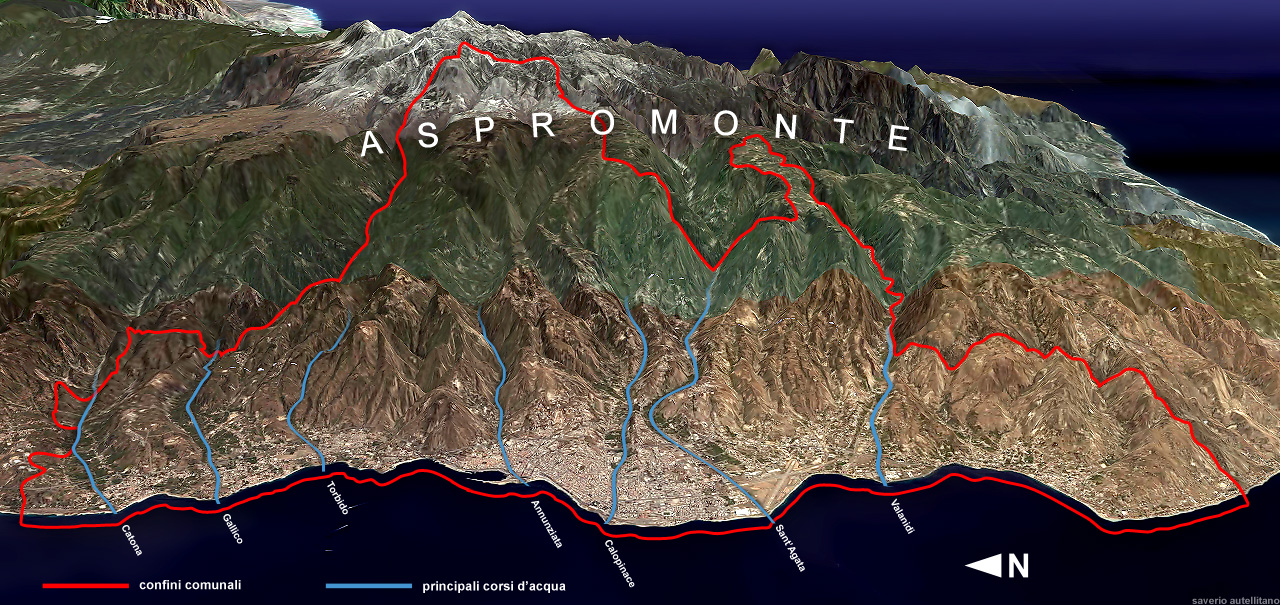
Les fiumare de Reggio.

Le territoire communal est traversé par de nombreuses fiumare, généralement à sec la majeure partie de l'année mais prompts à se transformer en impétueux torrents lors de pluies exceptionnelles ayant causé moult inondations par le passé. La ville compte sept fiumare principales, du nord au sud :
- Catona (affluent : Rosalì) ;
- Gallico (affluents : San Biagio ; Scaccioti, délimite les quartiers de Gallico et Archi ; Torbido, franchi par un viaduc autoroutier au quartier de Pentimele) ;
- Annunziata (ancienne limite nord de la ville historique, désormais recouvert sous les axes routiers, affluents : Caserta, enterré sous le parc homonyme ; Orange, alimentait les douves du castello Aragonese) ;
- Calopinace (ancienne limite sud de la ville historique, l'Apsias des anciens Grecs, son détournement au XVIe siècle provoqua l'effondrement de la punta Calamizzi qui a servi de port naturel à la ville depuis l'Antiquité) ;
- Sant'Agata et Armo (partiellement recouverts par l'aéroport, affluent de l'Armo : Bovetto) ;
- Valanidi (traverse le quartier de San Gregorio, torrent : Pernasiti).

### Reggio et les séismes: une ville sans cesse reconstruite
Au fil des siècles, Reggio a été détruite à maintes reprises par des tremblements de terre. En 91 av. J.-C., un séisme dévaste la ville, qui est reconstruite sur ordre de l'empereur Auguste. D'autres séismes sont survenus en 17 apr. J.-C., en 305 et en 374. En 1562, un tremblement de terre détruit le port naturel de la ville et provoque la submersion de la punta Calamizzi, connu dans l'Antiquité sous le nom de Pallantiòn. C'est là, selon la tradition, que les premiers colons grecs Chalcidiens auraient posé le pied en Calabre.
Les séismes particulièrement dévastateurs de 1783 et de 1908, ce dernier étant considéré comme la pire catastrophe naturelle récente de l'Europe, ont profondément transformé l'aspect urbain de Reggio. Chaque reconstruction successive a contribué à redéfinir le plan de la ville. Après le séisme de 1783, Giovanbattista Mori dessina un réseau de rues droites et perpendiculaires en 1784, et Pietro de Nava compléta ce plan en 1911 après le séisme de 1908.
La plus ancienne partie du castello Aragonese, celle qui avait été édifiée par les Normands, est démolie en 1923 dans le cadre de la reconstruction qui a suivi le dernier séisme majeur ayant frappé la ville à ce jour.

### Climat
Selon la classification climatique de Köppen, Reggio de Calabre dispose d'un climat méditerranéen à été chaud (Köppen : Csa). En position abritée, la ville enregistre des journées plus chaudes mais aussi des nuits plus fraîches que Messine, de l'autre côté du détroit. Les chaleurs estivales sont constamment adoucies par la brise marine sur le littoral ou les courants descendant de l'Aspromonte dans l'intérieur tandis que les tièdes nuits d'hiver n'approchent que rarement le seuil de 0 °C. Autre conséquence de la topographie des lieux, Reggio est beaucoup plus sèche que Messine et reçoit en moyenne la moitié de ses précipitations chaque année.

La température moyenne annuelle s'élève à 19,5 °C avec des précipitations modérées (467 mm) et un ensoleillement généreux (300 jours/an).
| Mois                              | jan. | fév. | mars | avril | mai  | juin | jui. | août | sep. | oct. | nov. | déc. | année |
| --------------------------------- | ---- | ---- | ---- | ----- | ---- | ---- | ---- | ---- | ---- | ---- | ---- | ---- | ----- |
| Température minimale moyenne (°C) | 9,2  | 8,9  | 10   | 12,5  | 16,1 | 20   | 23,3 | 23,6 | 20,3 | 17,2 | 13,6 | 10,7 | 15,5  |
| Température moyenne (°C)          | 12,5 | 12,5 | 13,8 | 16,6  | 20,7 | 24,8 | 27,8 | 28,1 | 24,6 | 21,2 | 17,3 | 14   | 19,5  |
| Température maximale moyenne (°C) | 15,7 | 16   | 17,5 | 20,6  | 25,3 | 29,4 | 32,4 | 32,6 | 28,8 | 25,1 | 20,4 | 16   | 23,3  |
| Ensoleillement (h)                | 120  | 135  | 170  | 200   | 250  | 300  | 340  | 310  | 250  | 190  | 140  | 120  | 2 525 |
| Précipitations (mm)               | 66,7 | 43,2 | 43,2 | 29,3  | 12,4 | 7,1  | 11,4 | 19,3 | 46,3 | 62,2 | 46,8 | 79,2 | 467,1 |

Dans la nuit du 31 décembre 2014, une rare et intense chute de neige a surpris la ville de Reggio de Calabre. Les précipitations ont commencé en pleine nuit et se sont poursuivies une grande partie de la matinée, recouvrant la ville et ses alentours d'un manteau blanc,,.

### Voies de communication et transports

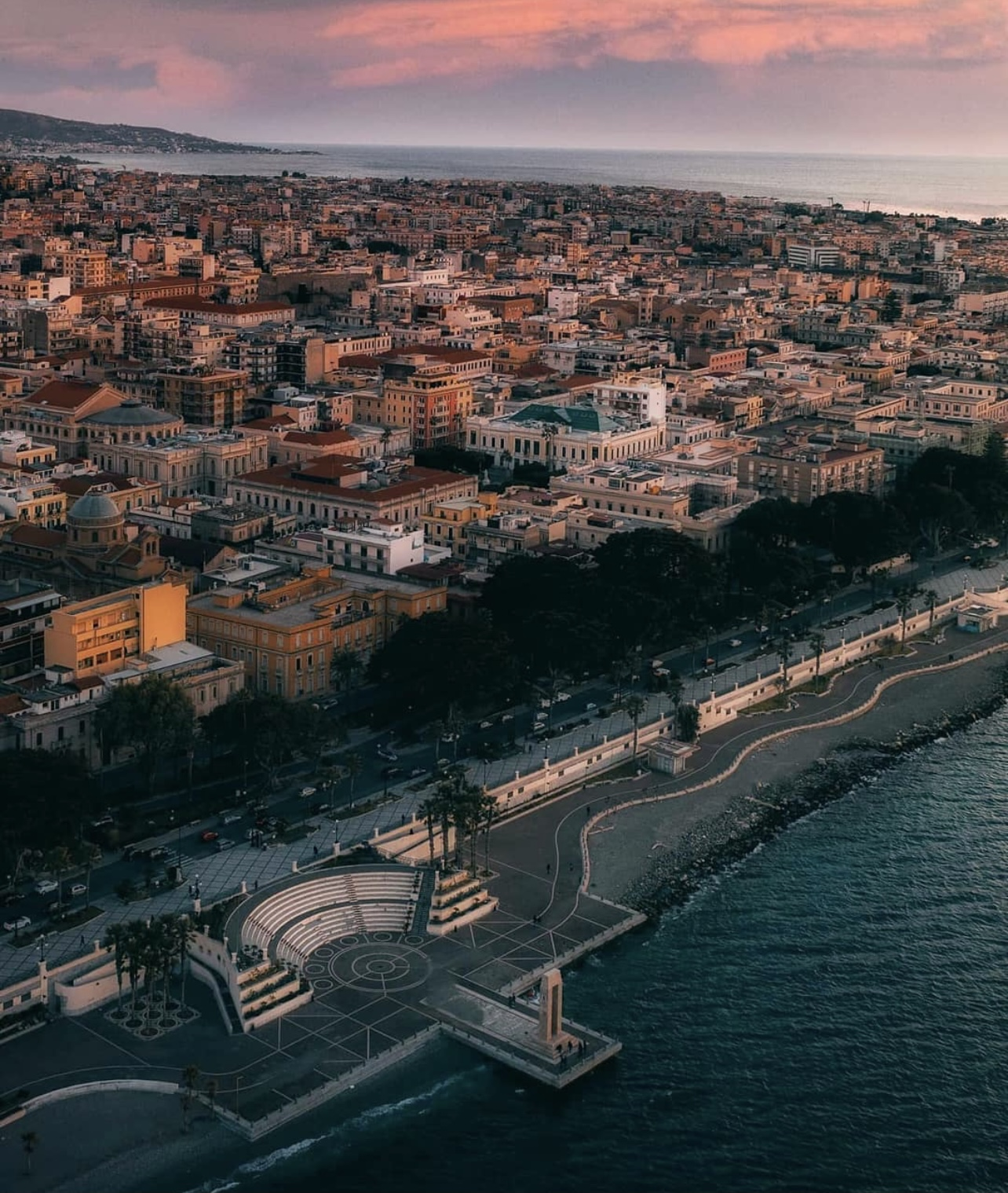
Vue aérienne de la ville.

#### Infrastructures routières
Important nœud routier, la ville de Reggio se trouve à la jonction des routes nationales SS18 (versant tyrrhénien, Naples - Reggio) et SS106 (versant ionien, Reggio - Tarente) ainsi que de l'autoroute A2 (Salerne - Reggio). Cette dernière, officieusement appelée « autoroute de la Méditerranée », est entièrement gratuite et constitue le prolongement de l'autoroute A1 (« autoroute du Soleil ») qui parcourt une grande partie de l'Italie du nord au sud.
Le périphérique urbain de raccord autoroutier RA 4 prolonge l'autoroute sur toute la zone vallonnée à l'est de l'agglomération et relie les différents quartiers de la ville entre eux et aux communes voisines via 15 échangeurs.

#### Transports urbains
Les transports urbains de l'agglomération de Reggio de Calabre sont assurés, depuis 1998, par l'ATAM, une entreprise publique succédant à la société AMA créée en 1920, avec 40 lignes de bus urbaines et 4 lignes extra-urbaines.
Depuis 2008, la ligne de métro « Tamburello », gérée par la RFI, relie les gares de Rosarno au nord et de Melito di Porto Salvo au sud en longeant la côte, desservant un total de 15 gares dont celles de Reggio Calabria-Lido et Reggio Calabria-Aeroporto.
Depuis juillet 2009, une liaison par tapis roulants de 440 mètres de long a été inaugurée pour relier le bord de mer du lungomare Falcomatà au musée national de la Grande-Grèce. L'itinéraire concerne essentiellement la via Giudecca, au fort dénivelé, qui est équipée de 6 tapis roulants.

##### Tramway
La ville était dotée d'une ligne de tramway opérationnelle de 1918 à 1937. Longue de 5,3 km, elle reliait le quartier de Sbarre (sud) au pont de l'Annunziata (nord) en desservant le centre-ville historique.

#### Desserte ferroviaire
Reggio est desservie depuis 1866 par la gare de Reggio di Calabria-Centrale, la plus importante de la région, ainsi que dix autres gares d'importance locale.
La gare centrale est, à l'image des voies routières de la ville, un pôle de communications majeur où se joignent les lignes ferroviaires tyrrhénienne (en provenance ou à destination de Naples) et ionienne (en provenance ou à destination de Tarente et Bari). La liaison ferroviaire entre la Calabre et la Sicile s'opère au moyen de ferries mixtes routier-ferroviaire reliant le port de Villa San Giovanni, au nord de Reggio, et la gare maritime de Messine.

#### Desserte aérienne

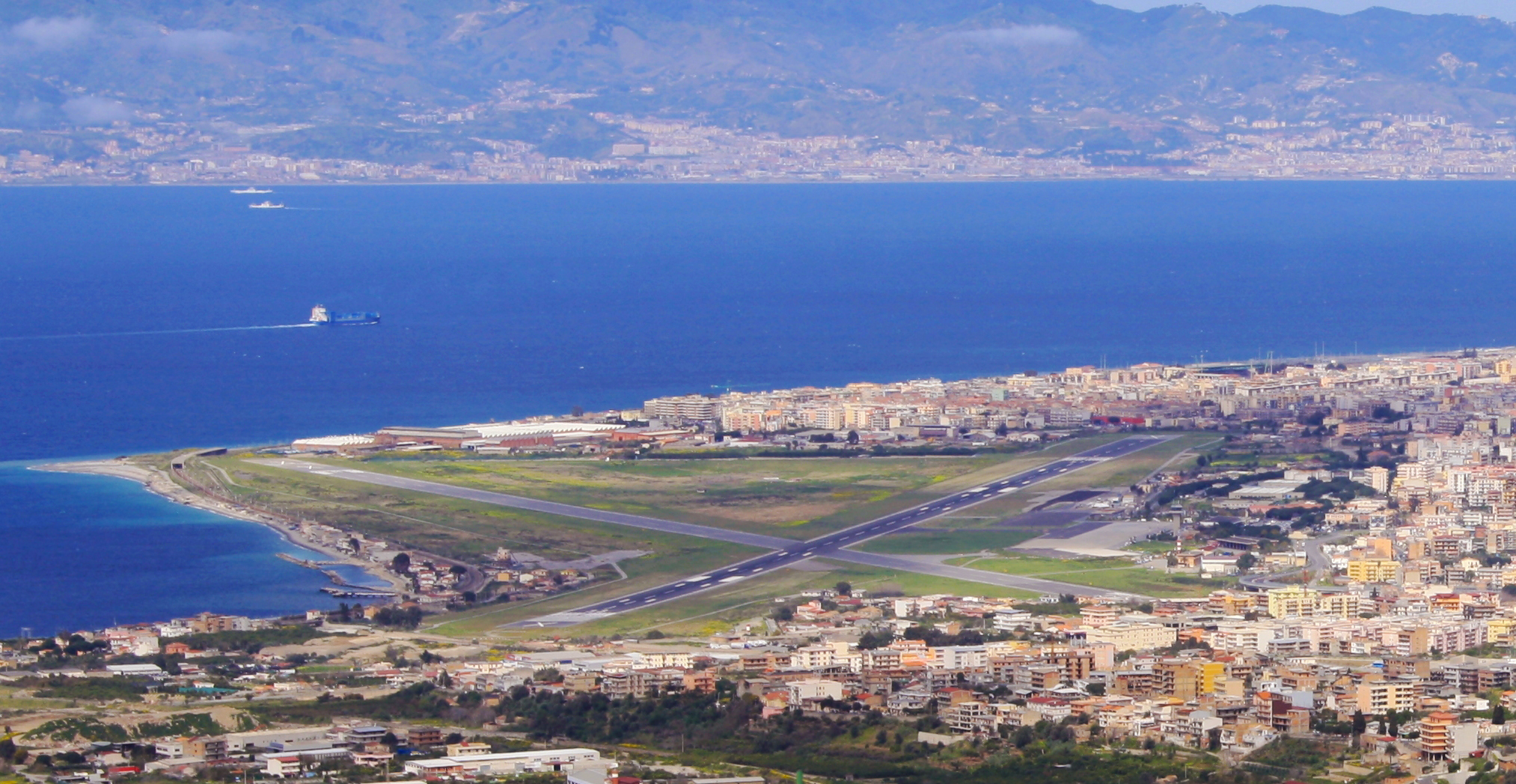
Aéroport de Reggio.

L'aéroport de Reggio de Calabre « Tito-Minniti » (code AITA : REG) est situé à 5 km au sud du centre-ville, au niveau du quartier de Ravagnese. Il fait souvent l'objet de polémiques en raison de ses grandes pertes financières, au point de risquer la fermeture. Actuellement, il assure des liaisons quotidiennes avec les aéroports de Rome-Fiumicino et Milan-Linate.
Il dispose d'une gare ferroviaire intégrée desservie par des trains-navettes qui le relient directement à la gare de Reggio di Calabria-Centrale.

#### Transport maritime
Agrandi lors de sa reconstruction qui a suivi le séisme de 1908, le port de Reggio est le cinquième d'Italie avec plus de 3 millions de passagers par an (en 2016). À vocation essentiellement touristique, il est relié à celui de Messine via un système de navette passant toutes les heures ainsi qu'aux îles Éoliennes et à Malte.

## Toponymie

### Attestations anciennes
Tout au long de ses 3 500 ans d'histoire, Reggio a été renommée à de multiples reprises. Chaque appellation correspond à l'une des phases historiques de la ville :
- Erythrà (Ερυθρά, « rouge » en grec), nom supposé de la ville pré-grecque ;
- Rhègion (Ῥήγιον), nom de la cité grecque du VIIIe siècle av. J.-C. au IIIe siècle av. J.-C., puis à nouveau sous la souveraineté de l'Empire romain d'Orient au Moyen Âge ;
- Phoebea (hommage au dieu Apollon), pour une courte période sous la domination de Dionysios II de Syracuse, au IVe siècle av. J.-C. ;
- Rhegium, nom latin de la ville aux IIIe siècle av. J.-C. et IIe siècle av. J.-C. ;
- Rhegium Julii (Reggio Giulia), nom attribué par Auguste sous l'Empire romain ;
- Riyū (ريو), nom arabe sous la brève période de soumission à l'émirat de Sicile, entre le Xe siècle et le tout début du XIe siècle ;
- Rìsa, sous les Normands aux XIe et XIIe siècles, attesté dans la Chanson d'Aspremont ;
- Ríjols, nom catalan employé par la couronne d'Aragon vers la fin du XIIIe siècle ;
- Reggio ou Regio, nom italien usuel au Moyen Âge et à l'époque moderne ;
- Reggio Calabria, depuis l'unification italienne, pour la distinguer de la ville de Reggio di Modena (renommée aujourd'hui Reggio nell'Emilia) dans le nord de l'Italie.

### Étymologie
Le nom actuel de la ville pourrait provenir du mot italique rec (signifiant « roi », apparenté au latin rex). Les historiens anciens affirmaient qu'il dérivait du mot grec regnynai (ῥηγνυναι, « briser ») en référence au séisme mythique durant lequel la Sicile aurait été séparée de la péninsule italienne.

## Histoire

### Antiquité

#### Protohistoire
L'histoire du site de Reggio avant l'arrivée des Grecs au VIIIe siècle av. J.-C. est incertaine. Les récits mythologiques évoquent la présence de nombreux peuples dans la région tels que les Œnôtres, les Ausones, les Mamertins ou encore les Sicules. Initialement, le nom Italia se référait uniquement à la région proche de l'actuelle Reggio avant de s'étendre à la moitié sud de la Calabre (futur Bruttium) puis à la l'intégralité de la péninsule italienne au IIIe siècle av. J.-C. Ce toponyme serait un dérivé du nom d'Italos, roi œnôtre.

#### Rhêgion, cité grecque

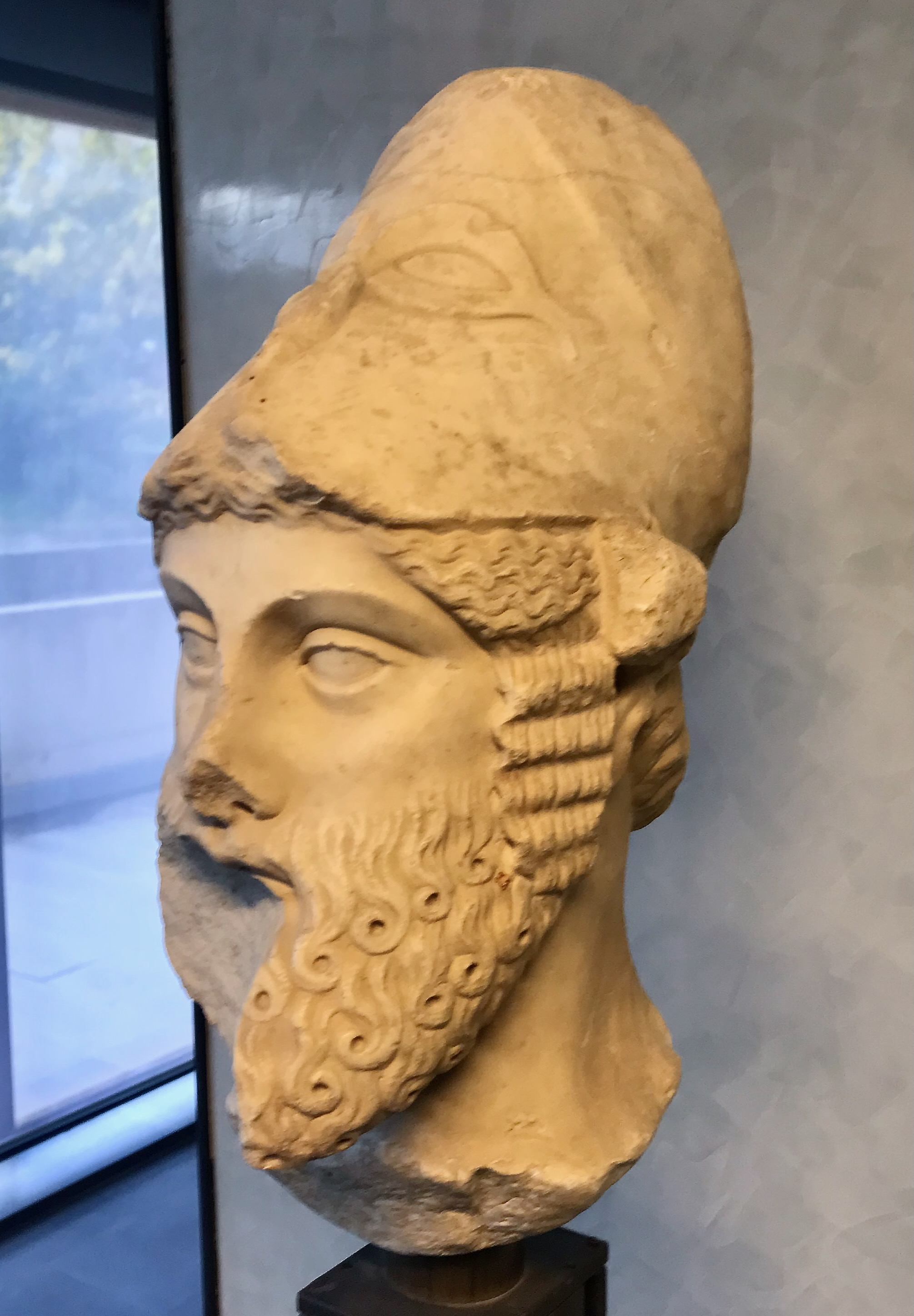
Buste d'un stratège local (sans doute Anaxilas) - copie d'un original grec en bronze réalisé sous la dynastie flavienne, musée régional de Messine.

Après Cumes, Rhêgion fut l'une des toutes premières colonies grecques d'Italie du Sud, fondée par des marins de Chalcis en 743 ou 730 av. J.-C., sur le site de l'ancien village d'Erythrà (Ερυθρά, « rouge » en grec). La mythologie attribue la fondation de la ville au roi Iocaste, fils d'Éole, qui serait enterré au promontoire de punta Calamizzi, alors connu sous le nom de Pallantion, et apparaît sur les pièces de monnaie frappées localement. Cette colonie prit le nom de Rhêgion (Ῥήγιον) et, selon Pseudo-Scyllax, elle devint l'une des cités grecques les plus prospères de son époque.

Selon la légende, l'oracle de Delphes aurait indiqué aux colons l'emplacement de la future cité :
« Au point où l'Apsias, le plus saint des fleuves, verse ses eaux dans la mer, vous trouverez une femelle qui éprouve les étreintes du mâle ; là, construisez une ville, car le dieu vous accorde la contrée de l'Ausonie. »
C'est au Ve siècle av. J.-C., sous le règne du tyran Anaxilas (494-476 av. J.-C.), que Rhêgion atteint l'apogée de sa puissance économique et politique en assurant ses positions des deux côtés du détroit après avoir conquis la cité de Zancle (actuelle Messine). En 477 av. J.-C., Anaxilas tenta également de conquérir Locri, cette fois sans succès. Ses deux fils étant encore trop jeunes lorsqu'il mourut l'année suivante, c'est Micythos qui assura la régence de la polis. Dans ce contexte, Rhêgion fonda sa colonie de Pyxous (Policastro Bussentino) en Campanie en 471 av. J.-C. Micythos est évincé du pouvoir par Hiéron Ier de Syracuse en 467 av. J.-C., permettant aux fils d'Anaxilas de régner seuls jusqu'à leur déposition en 461 av. J.-C.
Tout au long de l'Antiquité classique, Rhêgion demeure une cité maritime et commerçante de premier ordre ainsi qu'un grand centre de culture et d'enseignement comme en témoignent la présence d'académies d'art, de philosophie et de sciences telles que l'école pythagoricienne ayant notamment instruit le poète lyrique Ibycos ou encore le sculpteur Pythagore de Samos.

#### Guerre du Péloponnèse et conflits avec Syracuse

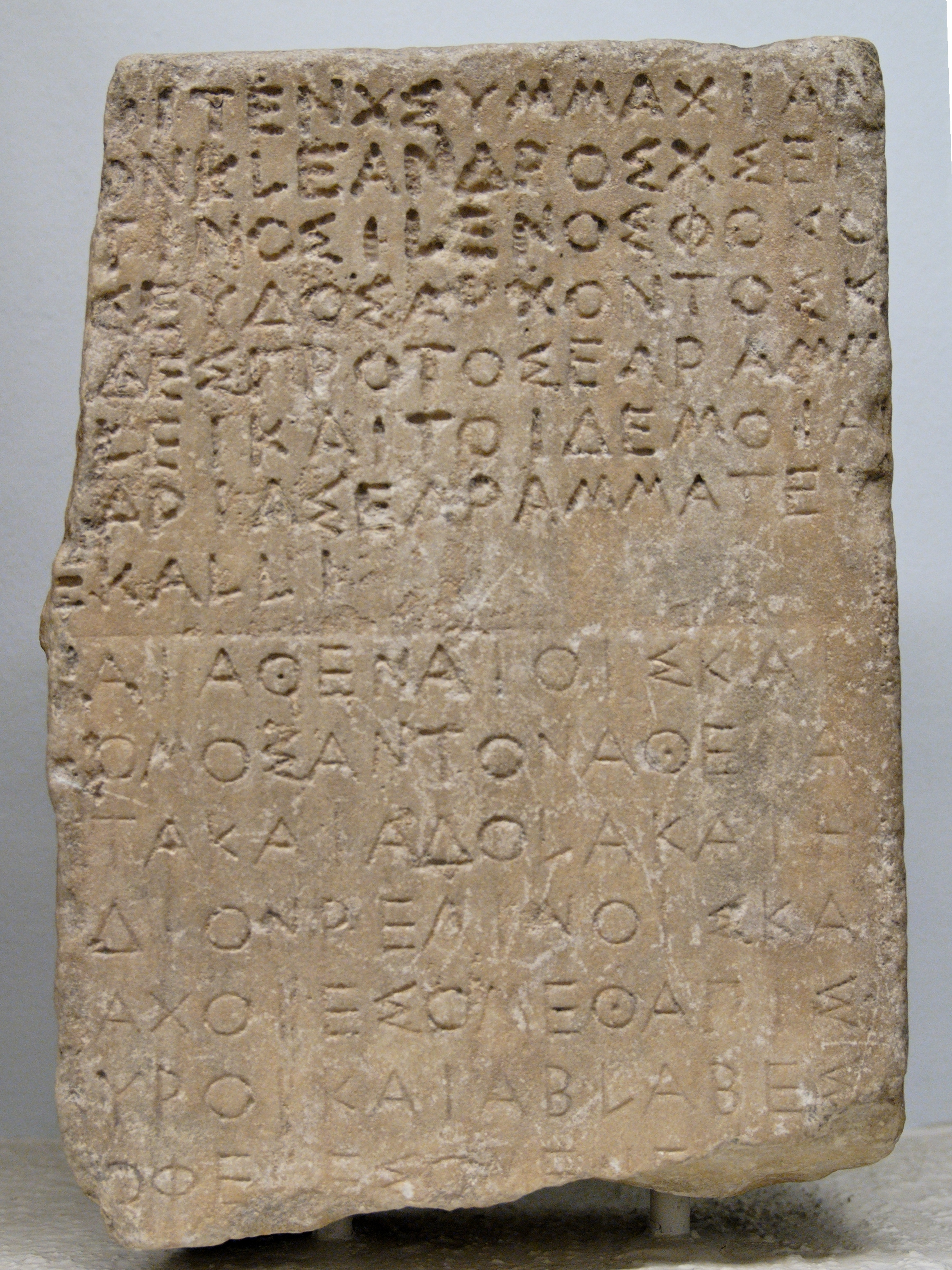
Traité d'alliance entre Rhêgion et Athènes, conservé au British Museum de Londres.

Alliée d'Athènes pendant la guerre du Péloponnèse, Rhêgion réaffirme cette alliance en 433 av. J.-C. comme l'atteste une inscription athénienne, et reçoit son soutien lors d'une nouvelle guerre contre Locri au cours de la première expédition de Sicile. Cependant, lors de la deuxième expédition sicilienne (415-413 av. J.-C.), de beaucoup plus grande envergure, Rhêgion est en proie à une instabilité politique croissante et ne fournit qu'une aide limitée à Athènes. Pendant la troisième guerre sicilienne, Rhêgion conteste l'hégémonie de Dionysios Ier de Syracuse (Denys l'Ancien) qui lance un premier assaut sur la cité rebelle en 396 av. J.-C. mais ne parvient pas à la capturer. Dionysios finit toutefois par anéantir la marine de Rhêgion en 389 av. J.-C. puis mobilise ses forces pour l'assiéger une nouvelle fois en 388 av. J.-C., et parvient à la conquérir et la fait détruire l'année suivante. Son fils, Dionysios II (Denys le Jeune), refonde la cité sous le nom de Phoebea dans les années 360 av. J.-C. Lorsqu'il est banni de Syracuse en 356 av. J.-C., il s'en retourne à Phoebea qu'il parvient à conserver jusqu'à sa capture par une armée syracusaine menée par Callippe en 351 av. J.-C. Rhêgion regagne alors son nom originel.

#### Rhegium, cité romaine
Rhêgion conclut une alliance avec Rome en 282 av. J.-C., peu avant la guerre de Pyrrhus. La légion romaine de Campanie, sous les ordres de Decius Vibellus, installe une garnison dans la cité alliée avec son accord mais finit par y fomenter un violent coup d'État qui se solde par l'envoi de renforts depuis Rome, la destitution de Decius et la restauration de l'indépendance de la cité en 271 av. J.-C. Dès à présent, Rhegium devient l'une des plus fidèles alliées de Rome, qui lui attribue les statuts de municipium et socia navalis (alliée maritime), tout en conservant ses coutumes et sa langue grecques ainsi que son atelier de frappe monétaire. Témoignage de son importance, la Via Popilia est tracée au IIe siècle av. J.-C. pour la relier à la Via Appia à Capoue, juste au sud de Rome. Les Romains fondèrent également un port stratégiquement situé sur la rive du détroit de Messine, près de la ville, qu'ils nommèrent Columna Rhegina.
Sous le règne d'Auguste, la cité est renommée Rhegium Julii en l'honneur du père adoptif de l'empereur, Jules César, et devient le siège du corrector (gouverneur) de la Regio III Lucania et Bruttii, la plus méridionales des onze regiones qui composaient alors l'Italie romaine. En 61 apr. J.-C., l'apôtre saint Paul passa par Rhegium lors de son voyage vers Rome, initiant la christianisation (encore très marginale) du Bruttium.
Rhegium comptait neuf thermes à l'époque impériale, dont l'un est encore visible près du bord de mer. En raison de l'activité sismique intense que subit la région, la ville a été endommagée quatre fois par des tremblements de terre au cours de la période romaine : en 91 av. J.-C., 17, 305 et 374 apr. J.-C.

### Moyen Âge
Au cours du haut Moyen Âge, Reggio est envahie à maintes reprises en raison de son importance stratégique.

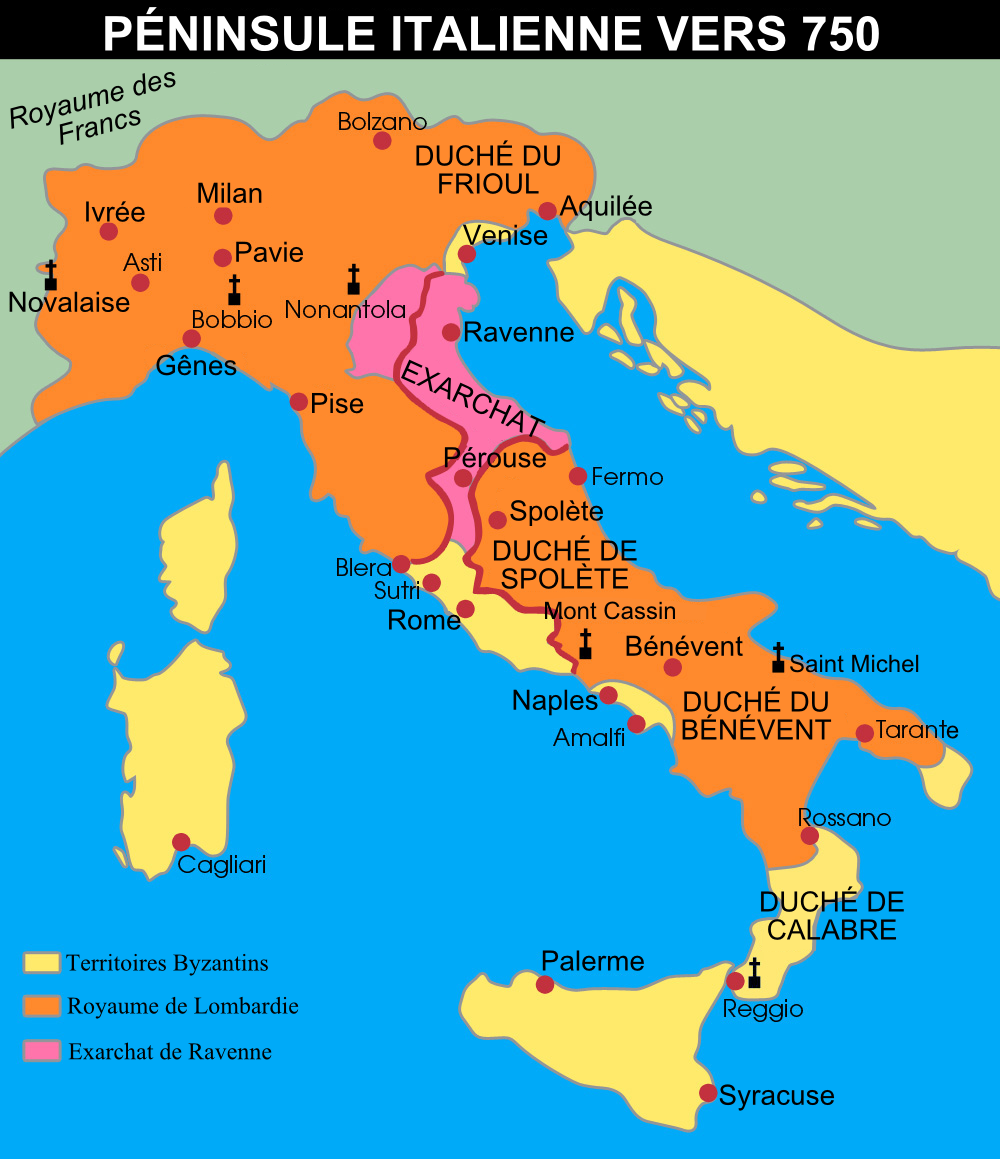
Reggio au sein du duché de Calabre, milieu du VIIIe siècle.

Les Vandales, les Lombards et les Goths y mènent plusieurs incursions entre les Ve et VIe siècles. Elle finit par repasser sous contrôle byzantin, dont elle devient la métropole des possessions italiennes et la capitale du duché de Calabre de 536 à 1060 (avec quelques interruptions). C'est au terme des guerres opposant les Lombards aux Byzantins, au VIe siècle, que le Bruttium prend le nom de Calabre.
En tant que pôle de culture byzantine, Reggio abrite de nombreux moines copistes consacrant leurs vies à la transcription de textes anciens de l'Antiquité classique. Jusqu'au XVe siècle, elle compte parmi les évêchés de rite grec les plus importants d'Italie : aujourd'hui encore, cet héritage se retrouve dans le dialecte local dont certains mots sont issus du grec, mais aussi dans la liturgie catholique où subsistent encore des éléments byzantins, l'importance accordée aux icônes religieuses ou même certaines recettes de cuisine traditionnelles. L'arrivée massive de Grecs fuyant les invasions slaves du Péloponnèse renforce encore plus l'identité hellénique de la ville. Un grand nombre de saints calabrais ont séjourné dans les monastères du mont Athos ou à la cour impériale de Constantinople.
En 918, Reggio est capturée par les Arabes qui retiennent une partie de ses habitants en otage en réclamant une rançon et réduisent en esclavage ceux qui ne sont pas libérés. Si la ville est rapidement reconquise, elle va subir de nouvelles invasions arabes qui l'occuperont par intermittence afin de l'incorporer à l'émirat de Sicile sous le nom de Riyū (ريو) tout au long des Xe et XIe siècles. Malgré les ravages qu'elles ont causés, ces incursions arabes n'étaient pas dépourvues d'innovations bénéfiques puisque les envahisseurs ont importé dans la région certains arbres fruitiers (l'oranger et le mûrier, nécessaire à la production de soie), de nouvelles techniques culinaires pour préparer certains légumes locaux tels que les aubergines, l'ancêtre du sorbet ainsi que de la crème glacée et ils améliorèrent considérablement les usages agricoles locaux, particulièrement en matière d'irrigation.
En 1005, une flotte chrétienne venue de Pise prend d'assaut Reggio et y massacre tous les Sarrasins présents dans la ville qui repasse alors aux mains de l'Empire byzantin pour un demi-siècle. En 1060, les Normands, commandés par Robert et Roger Guiscard (futur Roger Ier de Sicile), s'emparent du sud de l'Italie dont ils relatinisent les régions qui avaient échappé à l'orbite de Rome depuis la fin de l'Antiquité bien que la culture et la liturgie grecques aient persisté à Reggio jusqu'au XVIe siècle. Les monastères basiliens de Reggio, au premier rang desquels se trouvait celui de San Nicola sur la punta Calamizzi, produisirent de précieux manuscrits (écrits en « graphie de Reggio »), de nos jours éparpillés entre les bibliothèques de Rome, Venise, Vienne et du monastère de Patmos. En 1194, l'Italie méridionale change de souveraineté et passe sous la domination des Hohenstaufen jusqu'en 1266. La ville est autorisée à tenir un marché et une foire par le roi Frédéric II en 1234.
La Calabre passe sous le contrôle des Angevins en 1266 et entame un profond déclin alors que la richesse accumulée par les rois est concentrée à Naples, délaissant la région à la noblesse locale et aux barons abusifs qui ont empêché les conditions de vie de la population paysanne de s'améliorer. En 1282, lors des Vêpres siciliennes, Reggio se rallie à la révolte et apporte son soutien à Messine ainsi qu'aux autres villes de Sicile orientale avec lesquelles elle partage des liens identitaires et économiques. De 1147 à 1443, puis de nouveau de 1465 à 1582, Reggio est la capitale du giustizierato de Calabre tandis qu'elle affirme de plus en plus son hostilité envers la Maison d'Anjou, et soutient pour ce faire ses rivaux aragonais malgré les nouveaux privilèges qu'elle se voit accorder au XIVe siècle. En 1459, une dizaine d'années après avoir succédé aux Angevins, les Aragonais développent les fortifications de la ville et agrandissent son château médiéval.
Tout au long du Moyen Âge, Reggio s'est illustrée comme un centre majeur de la calligraphie dans un premier temps, puis de l'imprimerie après son invention à la Renaissance. C'est notamment dans cette ville qu'a vu le jour la première édition imprimée et datée d'un texte en hébreu : un commentaire de Rachi sur le Pentateuque, publié en 1475 dans la giudecca (quartier juif) de Reggio. Si c'est plutôt Rome que la postérité considère comme le berceau de l'imprimerie hébraïque, la communauté juive de Reggio était reconnue pour ses florissantes activités de teinture et de commerce de la soie, qui, au-delà du royaume de Naples, était vendue jusqu'en Espagne, à Gênes, aux Pays-Bas, en Angleterre et à Venise.

### Époque moderne

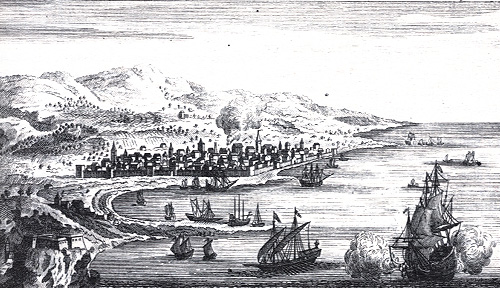
Représentation de Reggio sur une gravure du XVIe siècle.

Dès le début du XVIe siècle, le royaume de Naples devient une possession des Habsbourg d'Espagne qui placent Reggio sous l'autorité d'un vice-roi de 1504 à 1713. Ce changement dynastique s'accompagne d'un nouveau déclin dû aux lourdes taxes imposées par les monarques espagnols, mais aussi aux épidémies de peste, au séisme de 1562 ainsi qu'aux nombreux raids et sacs ottomans survenus entre 1534 et 1594.
En 1534, les habitants sont contraints d'abandonner la ville qui est mise à sac par une flotte ottomane commandée par Khayr ad-Din Barberousse. Les corsaires capturent environ 800 habitants qui n'avaient pas fui à temps et incendient la ville. Plus tard, en 1558, les barbaresques frappent à nouveau Reggio et capturent la majorité de ses habitants pour les déporter à Tripoli où ils sont réduits en esclavage.

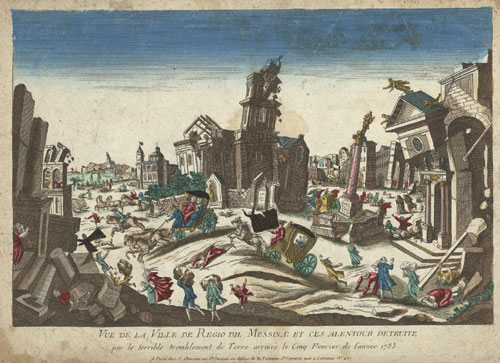
Les ruineux séismes de 1783 à Reggio.

À partir de 1714, l'Italie méridionale change de mains à plusieurs reprises : elle passe sous la domination des Habsbourg autrichiens pour une courte durée jusqu'en 1734 avant de devenir une possession des Bourbons d'Espagne. De 1759 jusqu'à 1860, Reggio est la capitale de la province de Calabria Ulteriore prima et connaît au départ une certaine prospérité jusqu'aux calamiteux tremblements de terre de 1783 qui dévastent la ville mais aussi tout le sud de la Calabre et même Messine, de l'autre côté du détroit.
En dépit de ces temps troublés, Reggio et les villages alentour jouissent à l'époque d'une certaine richesse grâce à une ressource précieuse : la bergamote. Cultivé depuis le XVe siècle, cet agrume que l'on rencontre exclusivement le long de la bande littorale proche de la ville connaît ses premières plantations intensives vers 1750 à la Rada dei Giunchi, ce qui en fait l'une des cultures pionnières dans ce domaine.
À l'aube du XIXe siècle, l'histoire de Reggio prend un tournant avec les bouleversements napoléoniens. En 1806, Napoléon Bonaparte conquiert la ville, en fait un duché et y établit l'un de ses quartiers généraux. Un an après la chute de l'empire, en 1816, les royaumes de Naples et de Sicile s'unissent pour former le royaume des Deux-Siciles.

Pendant ce demi-siècle, Reggio se modernise considérablement. Des jardins publics sont aménagés, les piazze (places) sont embellies et de nombreux cafés ouvrent leurs portes tandis qu'un théâtre est inauguré. Le bord de mer est transformé pour former une promenade et un musée d'arts y est installé. L'artiste anglais Edward Lear, visitant Reggio environ 60 ans après les deux séismes de 1783, a écrit :
« Reggio est un vaste jardin, sans doute l'un des plus beaux endroits que l'on puisse voir sur Terre. Un château à moitié en ruine, pittoresque et riche en couleurs, domine cette longue ville, son large détroit et le Mongibello enneigé au loin. »
Les idéaux révolutionnaires eurent un profond impact sur Reggio, dont les aspirations libérales des citoyens en firent l'un des foyers contestataires avant même les révolutions de 1848. Un an avant le printemps des peuples, le révolutionnaire Domenico Romeo tente de soustraire la ville à l'autorité des Bourbons, mais y laisse la vie. Lors de cet événement, de nombreux nobles et citoyens furent condamnés à mort ou contraints à l'exil.
Cette effervescence culmina le 21 août 1860, pendant l'expédition des Mille en plein Risorgimento, lorsque Reggio fut le théâtre des premiers affrontements entre les troupes royales et celles de Giuseppe Garibaldi sur la péninsule, la battaglia di piazza Duomo (bataille de la place de la cathédrale). Bruno Antonio Rossi, qui vient tout juste de succéder à l'historien Domenico Spanò Bolani à la fonction de maire, fait de Reggio la première ville du royaume des Deux-Siciles à proclamer son ralliement à la cause garibaldienne et la déchéance du roi François II.
Garibaldi lui-même immortalisa cet événement comme un jalon décisif de la lutte pour l'unité italienne :
« Enfin un pied se pose sur les riantes rives de Reggio et d'une nouvelle gloire se pare le front des Argonautes. En vain foisonnent croiseurs serrés, en vain une armée ennemie nombreuse - le doigt de Dieu guide la phalange tyrannicide. Et armées, et bastions, et trônes sont renversés dans la poussière. Sur les ruines du forfait renaissent le droit sacré de l'homme et la liberté, et le ciel sourit à l'humanité rachetée. »

### Depuis 1860, des secousses de l'histoire aux défis modernes

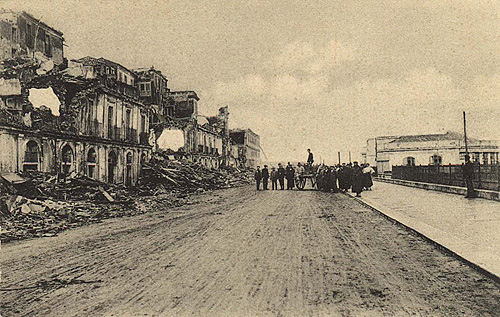
Bord de mer de Reggio après le séisme de 1908.

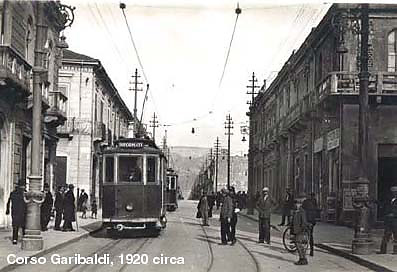
Le corso Garibaldi vers 1920.

Le 28 décembre 1908, à 5 h 21, une violente secousse de magnitude 7,1 frappe Reggio pendant 31 secondes et fait s'ébranler la ville jusque dans ses fondations. On estime que 25 000 personnes ont péri lors de cet épisode tragique qui a fait perdre à la ville 27 % de sa population. Le bilan est encore plus lourd à Messine, de l'autre côté du détroit, où 65 000 personnes soit 42 % de la population a perdu la vie. Une dizaine de minutes après le séisme, les personnes s'étant réfugié sur le bord de mer pour échapper aux destructions sont englouties sous un tsunami de 10 mètres de haut, suivi de trois autres vagues de 6 à 12 mètres qui submergent complètement le littoral. Le tremblement de terre de 1908 à Messine demeure à ce jour l'une des pires catastrophes naturelles jamais enregistrées dans l'histoire moderne de l'Europe occidentale,. La reconstruction qui suivit donna naissance à une ville moderne, organisée selon un plan urbain géométrique.
Mussolini prononce un discours dans la ville en 1939. Pendant la Seconde Guerre mondiale, la position stratégique de Reggio lui attire à nouveau des ennuis puisqu'elle subit un raid aérien dévastateur lorsqu'elle a été désignée comme lieu de débarquement par la VIIIe armée britannique dans le cadre de l'opération Baytown en 1943, lors de laquelle 4 000 civils perdent la vie et les quartiers de Santa Caterina, Arangea, Tremulini et Sbarre sont détruits. L'opération étant un succès, Reggio est parmi les premières villes italiennes à être libérées du régime fasciste. Après-guerre, la ville se remet rapidement des événements et connaît une forte croissance économique et démographique (sa population double en l'espace de 20 ans pour atteindre les 200 000 habitants).
Toutefois, entre 1970 et 1971, la ville fut le théâtre des moti di Reggio, une révolte populaire contestant la décision du gouvernement de faire de Catanzaro le chef-lieu de la nouvelle région administrative de Calabre. La mobilisation, mue initialement par un véritable sentiment d'injustice, finit par être récupérée par de jeunes néo-fascistes du Mouvement social italien, soutenus par la 'Ndrangheta, une organisation criminelle mafieuse implantée en Calabre. Ces protestations étaient également l'expression d'une lassitude de la part des habitants de Reggio, qui dénonçaient le clientélisme et l'absence de planification industrielle dans le Mezzogiorno.
Durant les années 1970 et 1980, Reggio sombre dans la spirale de violence engendrée par le crime organisé orchestré par la 'Ndrangheta, entraînant la décadence de la ville. Les différentes 'ndrine (clans locaux) tels que les clans Condello-Imerti ou De Stefano-Tegano, s'affrontaient violemment, alimentant considérablement le sentiment général d'insécurité dans la ville. Au cours de cette période, la 'Ndrangheta exerce un contrôle étouffant sur la ville, extorquant des fonds à chaque commerce viable en échange d'une "protection" (pizzo), étant donné qu'elle dispose de fait de plus de pouvoir que le conseil municipal dans l'attribution des licences.
Au début des années 1990, la corruption atteint son paroxysme. Le maire de l'époque, Agatino Licandro, révèle que « des valises pleines d'argent entraient dans l'hôtel de ville mais en ressortaient vides ». À la suite d'un scandale d'ampleur nationale, de nombreux fonctionnaires corrompus sont arrêtés dans tout le pays et la majorité du conseil municipal de Reggio en faisait partie.
Après cet événement sans précédent, toujours dans les années 1990, la ville voit l'émergence d'un nouveau mouvement citoyen appelé Primavera di Reggio ("Printemps de Reggio"), soutenu par les institutions locales, qui réclame du changement. Contrairement à la mobilisation qui avait eu lieu vingt ans plus tôt, la Primavera rencontre un franc succès et, symbole de la reprise économique et culturelle de Reggio, la promenade du bord de mer est intégralement restaurée et renommée lungomare Falcomatà en hommage à Italo Falcomatà, maire de centre-gauche ayant activement contribué au renouveau de la ville.
Malgré ces progrès, des liens entre l'administration locale et la mafia ne tardent pas à refaire surface. Le 9 octobre 2012, le gouvernement italien dissout le conseil municipal de Reggio, infiltré par la 'Ndrangheta. Sous le mandat du maire de centre-droit Giuseppe Scopelliti (2002-2010), des conseillers étaient déjà soupçonnés d'appartenir à l'organisation criminelle. C'est son successeur Demetrio Arena, lui aussi de centre-droit, et ses trente conseillers municipaux qui en font les frais puisqu'ils sont démis de leur fonction afin de « prévenir toute contagion mafieuse ». Ce fut la première fois que la totalité du conseil municipal d'une capitale provinciale était dissous pour un tel motif. Trois commissaires représentant le gouvernement italien ont administré la ville pendant 18 mois dans l'attente des prochaines élections municipales,.
En 2016, des enquêtes anti-mafia ont révélé que Scopelliti devait son élection au poste de maire grâce à la pression de la 'Ndrangheta sur certains électeurs.

## Politique et administration
Les élus représentant Reggio de Calabre au Parlement italien sont Federica Dieni (M5S) à la Chambre des députés et Marco Siclari (FI) au Sénat.

### Subdivisions

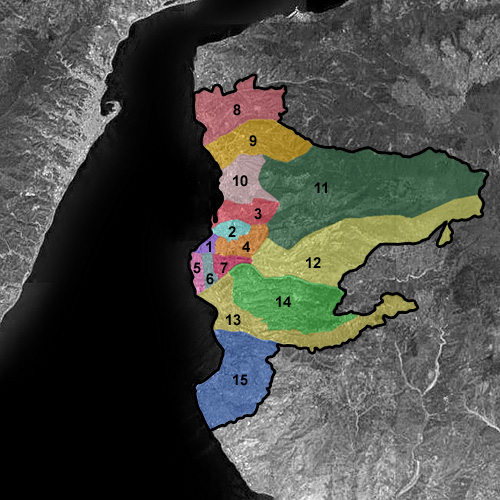
Subdivisions du territoire communal de Reggio.

La commune de Reggio de Calabre est subdivisée en quinze circoscrizioni (quartiers) englobant les frazioni (villages ou hameaux) de Catona, Gallico, Archi, Pentimele, Gallina, Mosorrofa, Ortì, Pellaro et Saracinello. Les quinze quartiers de la ville sont :
- I - Centro storico ;
- II - Pineta Zerbi - Tremulini - Eremo ;
- III - Santa Caterina - San Brunello - Vito ;
- IV - Trabocchetto - Condera - Spirito Santo ;
- V - Rione Ferrovieri - Stadio - Gebbione ;
- VI - Sbarre ;
- VII - San Giorgio - Modena - San Sperato ;
- VIII - Catona - Salice - Rosalì - Villa San Giuseppe ;
- IX - Gallico - Sambatello ;
- X - Archi ;
- XI - Ortì - Podàrgoni - Terreti ;
- XII - Cannavò - Mosorrofa - Cataforio ;
- XIII - Ravagnese ;
- XIV - Gallina ;
- XV - Pellaro - Bocale.

### Liste des maires
| Période                                  | Période          | Identité                  | Étiquette  | Qualité |
| ---------------------------------------- | ---------------- | ------------------------- | ---------- | ------- |
| 23 novembre 1993                         | 11 décembre 2001 | Italo Falcomatà           | DS         |         |
| 11 décembre 2001                         | 1 juin 2002      | Demetrio Naccari Carlizzi | Marguerite |         |
| 1 juin 2002                              | 14 mai 2010      | Giuseppe Scopelliti       | AN         |         |
| 14 mai 2010                              | 16 mai 2011      | Giuseppe Raffa            | PDL        |         |
| 16 mai 2011                              | 9 octobre 2012   | Demetrio Arena            | PDL        |         |
| 10 octobre 2012                          | 13 novembre 2014 | Commissaire préfectoral   |            |         |
| 29 octobre 2014                          | En cours         | Giuseppe Falcomatà        | PD         |         |
| Les données manquantes sont à compléter. |                  |                           |            |         |

### Jumelages
Reggio de Calabre est jumelée avec :
- Patras (Grèce)

### Communes limitrophes
Bagaladi - Calanna - Campo Calabro - Cardeto - Fiumara - Laganadi - Montebello Jonico - Motta San Giovanni - Roccaforte del Greco - Sant'Alessio in Aspromonte - Santo Stefano in Aspromonte - Villa San Giovanni.

## Population et société

### Évolution démographique
Les données recueillies lors des recensements de la population résidant à Reggio de Calabre ont enregistré une augmentation constante du nombre de ses habitants. Ce n'est que lors du recensement de 1911 qu'on a constaté une diminution due aux conséquences du tremblement de terre catastrophique de 1908 qui a fait des milliers de victimes. En seulement cinquante ans, entre 1911 et 1961, la population a plus que doublé, passant de 75 000 en 1911 à plus de 150 000 en 1961. Lors du recensement de 2001, le nombre d'habitants a dépassé le seuil de 180 000, mais les recensements ISTAT de 2011 et 2019 ont enregistré une stagnation démographique.
Comme dans de nombreuses villes italiennes, l'aire urbaine s'est transformée au fil du temps et, de ville enfermée dans les frontières municipales, elle est devenue une aire métropolitaine, grâce à l'incorporation progressive des petites communes environnantes pour former un tissu urbain complexe.
Habitants recensés

### Immigration
Au 15 mai 2024, la ville de Reggio de Calabre comptait 11 623 citoyens de nationalités étrangères, soit 6,67 % de la population.

### Religions
La ville de Reggio de Calabre, à l'instar de toute la région calabraise, a traversé deux périodes religieuses bien distinctes :
- La première période, d'influence gréco-byzantine, s'est étendue jusqu'au XIe siècle. Cette ère fut caractérisée par les effets de l'iconoclasme et par l'arrivée d'un clergé de tradition basilienne en provenance des territoires de l'Empire romain d'Orient. Toute la Calabre s'est intégrée à cet empire jusqu'à la conquête normande menée par Robert Guiscard au XIe siècle. Les Normands initièrent alors un processus de latinisation du diocèse, en étroite collaboration avec la Curie romaine ;
- La seconde période débuta avec la Contre-Réforme au XVIe siècle. Elle vit s'implanter l'organisation ecclésiastique définie par le Concile de Trente, accompagnée d'une latinisation accrue du clergé local. Cette époque fut marquée par l'expansion des grands ordres religieux - Dominicains, Franciscains et Jésuites - qui entreprirent un vaste travail de catéchisation des populations tout en développant d'importants mouvements confraternels.

De nos jours, la confession catholique romaine représente la religion dominante à Reggio. Le culte y est administré par l'archidiocèse de Reggio de Calabre-Bova.

### Sports

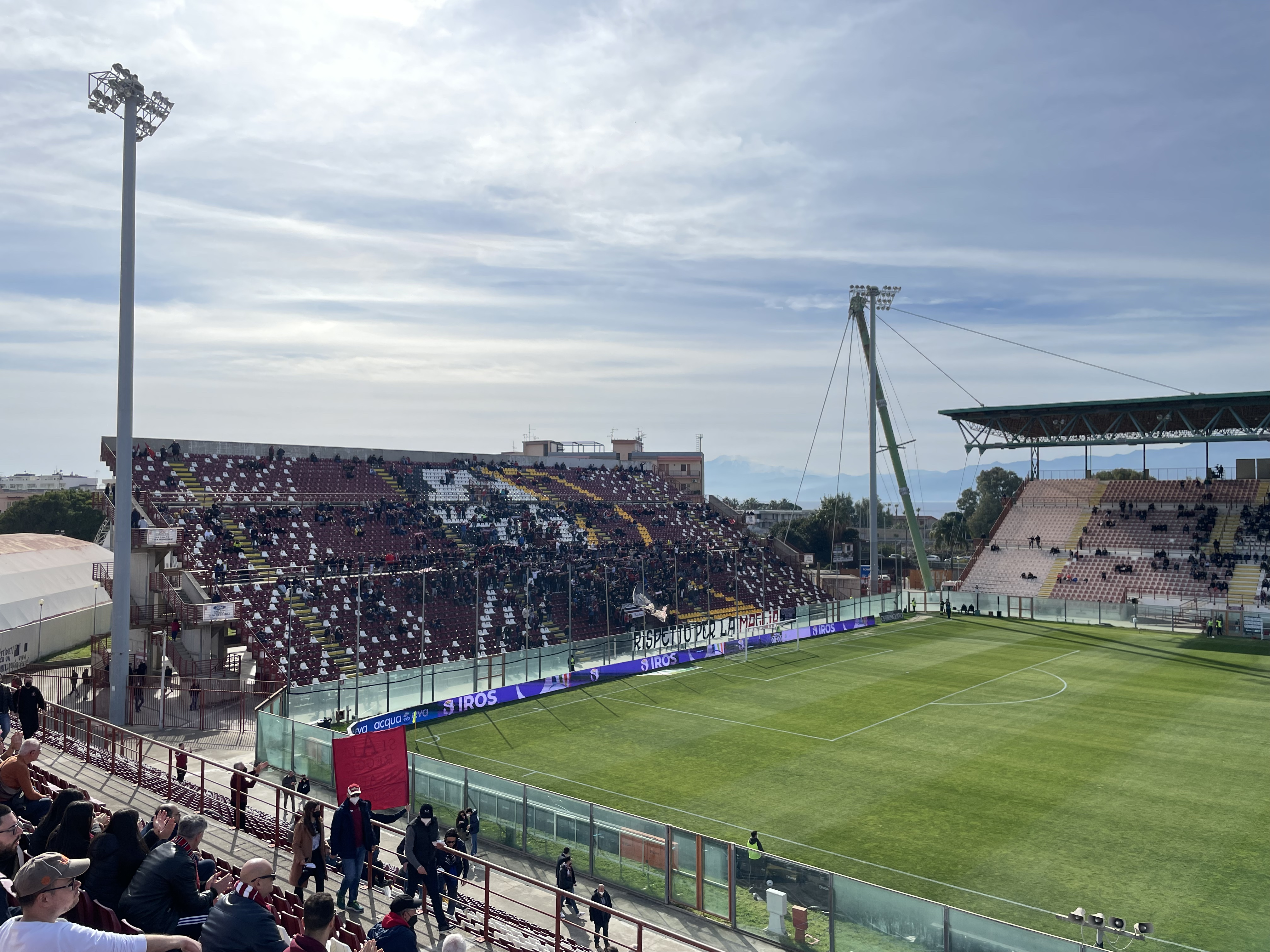
Stade Oreste-Granillo.

#### Équipements sportifs
- Stade municipal Oreste-Granillo (27 544 places) ;
- PalaCalafiore (8 450 places), plus grande salle omnisports de la région ;
- Parco Caserta, complexe sportif multifonctionnel comprenant deux piscines[38].

#### Principaux clubs
La principale équipe de football locale est la Reggina, qui a évolué plusieurs saisons en Serie A et joue ses matchs à domicile au stade Oreste-Granillo, à seulement 25 minutes en ferry de sa voisine et rivale acharnée, l'ACR Messine, avec qui elle s'est mesurée de nombreuses fois à l'occasion du Derby dello Stretto (derby du détroit de Messine). En Calabre, son plus grand rival est le FC Crotone. Le HinterReggio Calcio, beaucoup plus modeste, est la seconde équipe de football de la ville.
- Basket-ball : Pallacanestro Viola, fondé en 1966 ;
- Volley-ball : les clubs féminins tels que Virtus et Nausicaa ont connu des réussites notables et ont même permis à la ville d'accueillir le Grand Prix mondial de volley-ball féminin en 2004 et 2006.

#### Événements sportifs
Reggio est une étape fréquente de la course cycliste du Giro d'Italia. Elle accueille également la course annuelle populaire de Corrireggio et a été la ville-hôte de la finale de la Fed Cup en 2009.

### Santé
La ville de Reggio de Calabre dispose de quatre centres hospitaliers (ospedali) principaux :
- Le Grand Hôpital métropolitain « Bianchi-Melacrino-Morelli », qui se compose de trois centres hospitaliers :
  - Ospedale « Michele-Bianchi » ;
  - Ospedale « Giuseppe-Melacrino » ;
  - Ospedale « Eugenio-Morelli ».
- La polyclinique « Madonna della Consolazione ».

### Enseignement
- Fondée en 1968, l'université méditerranéenne de Reggio de Calabre est la plus ancienne université de la région ;
- L'université pour étrangers « Dante-Alighieri », fondée en 1984, dispense des formations en linguistique et en philologie à des étudiants de nombreuses nationalités différentes ;
- L'académie des Beaux-Arts de Reggio, fondée en 1967, est la première de Calabre et la troisième dans le sud de l'Italie ;
- Le conservatoire musical « Francesco Cilea », fondé en 1927, est le plus ancien de Calabre et doit son nom au musicien éponyme originaire de Palmi.

## Économie

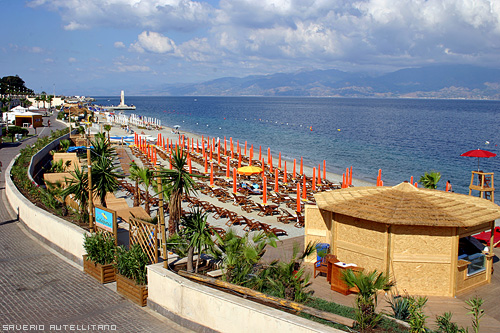
Établissement balnéaire sur l'une des plages du centre-ville.

Reggio de Calabre, autrefois un centre industriel prospère, fait face aujourd'hui à des défis significatifs dans le développement de son tissu économique. Si, avant l'unification de l'Italie et le tremblement de terre dévastateur de 1908, la ville brillait grâce à l'industrie de la soie et au commerce des essences de bergamote, des événements historiques défavorables ont contraint la cité à repartir de presque zéro au XXe siècle.
Dans les décennies qui ont suivi, plusieurs initiatives industrielles ont été planifiées et partiellement mises en œuvre, souvent soutenues par des aides publiques, comme celles du programme « Pacchetto Colombo ». Cependant, beaucoup de ces projets n'ont jamais atteint leur plein potentiel. À titre d’exemple, le pôle chimique de Saline Joniche n'a jamais été opérationnel, et le pôle textile de San Gregorio traverse actuellement une crise majeure. Certaines infrastructures régionales, telles que le port de Gioia Tauro, ont été réaffectées à d'autres usages, reflétant les difficultés d'une industrialisation pérenne.
Consciente de son potentiel, la ville s'est récemment tournée vers une reconversion économique axée sur le tourisme. Cette orientation s'appuie sur ses riches vestiges historiques, sa longue histoire et ses paysages naturels d'exception. Des investissements publics et privés ont permis de restaurer une partie du patrimoine local, favorisant ainsi la création de diverses infrastructures d'accueil, comme des hôtels et quelques chambres d'hôtes. Cependant, ce secteur, bien qu'en plein essor, reste à un stade embryonnaire et n'a pas encore un impact significatif sur l'emploi local.
Grâce à son climat méditerranéen doux, Reggio de Calabre continue d'exceller dans certains secteurs agricoles traditionnels, notamment la culture de la bergamote et de variétés spécifiques de jasmin. Pour autant, l'industrie de transformation associée à ces produits peine à atteindre une envergure significative, limitant ainsi son potentiel économique.

### Reggio, étape du Grand Tour
Bien que Reggio et la Calabre en général aient été des destinations moins populaires que la Sicile ou Naples pour les premiers voyageurs d'Europe du Nord dans le cadre du Grand Tour, la ville a néanmoins attiré plusieurs personnalités célèbres au fil des siècles.
Vers 1550, le peintre flamand Pieter Bruegel fut l'un des premiers à explorer la région. Plus tard, en 1767, l'Allemand Johann Hermann von Riedesel y fit escale, suivi par des Français tels que Jean-Claude Richard de Saint-Non en 1778 et Stendhal en 1817.
Les voyageurs britanniques furent également nombreux : Henry Swinburne vers 1775, Richard Keppel Craven autour de 1820, Craufurd Tait Ramage en 1828, ainsi que la famille Strutt et Elizabeth Byron en 1840. Edward Lear visita la ville en 1847, tandis que Norman Douglas s'y rendit en 1911, suivi de D. H. Lawrence vers 1920 et Eric Whelpton dans les années 1950.
Enfin, le Belge Jules Destrée découvrit Reggio à deux reprises, en 1915 et en 1930.

### Agriculture

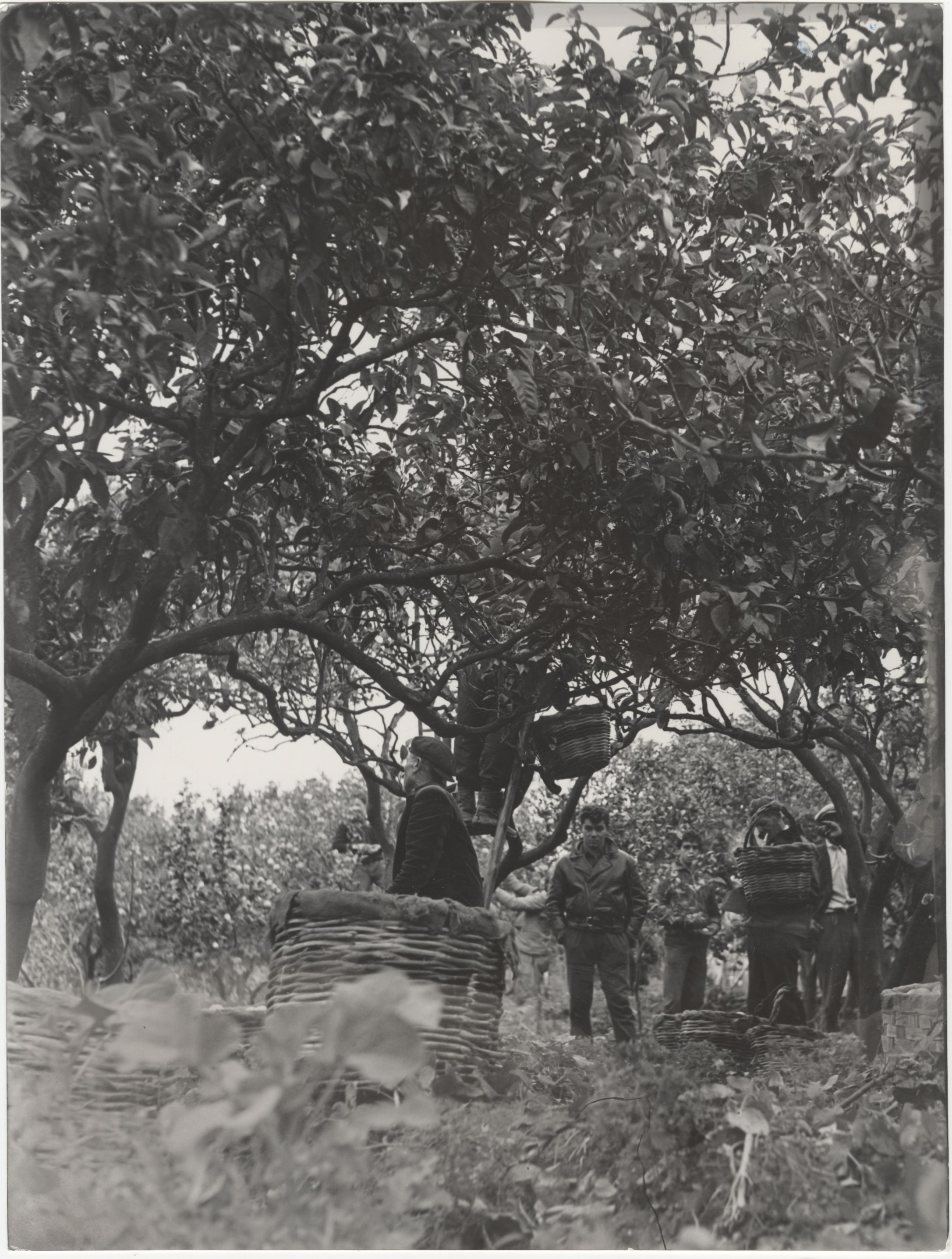
Récolte de bergamotes dans les environs de Reggio en 1965.

Jouissant d'une diversité climatique, Reggio accueille des cultures rares, spécifiques à son territoire :
- La bergamote, surnommé « or vert », pousse exclusivement le long de la côte de Reggio. Cet agrume produit l'huile essentielle de bergamote (DOP), prisée dans l'industrie mondiale du parfum ;
- Le jasmin, cultivé sur la Costa dei Gelsomini, introduit en 1928 pour l'extraction de son essence ;
- L'anone, un fruit tropical au goût similaire à la banane, est également produit dans les environs immédiats de la ville.

Par ailleurs, l'huile d'olive calabraise est réputée pour son caractère robuste, tandis que les vignobles produisent des vins locaux tels que le pellaro ou le palizzi. D'autres cultures, principalement les agrumes (clémentines DOP, oranges de San Giuseppe), les céréales (blé, avoine) et le bois (d'hêtre ou de châtaignier), complètent cette richesse agricole.

### Industrie et artisanat
Le tissu industriel de Reggio est marqué par la présence de petites et moyennes entreprises, principalement dans les secteurs de :
- L'extraction et transformation de la bergamote ;
- La production de wagons ferroviaires (ancien site O.ME.CA, cédé à Hitachi Rail) ;
- La fabrication de matériaux de construction, plastiques, produits chimiques et la transformation agroalimentaire.

Malgré des initiatives comme le Pacchetto Colombo dans les années 1970, plusieurs projets industriels, tels que la Liquichimica Biosintesi de Saline Joniche ou le pôle textile de San Gregorio, n'ont jamais atteint leur potentiel escompté.

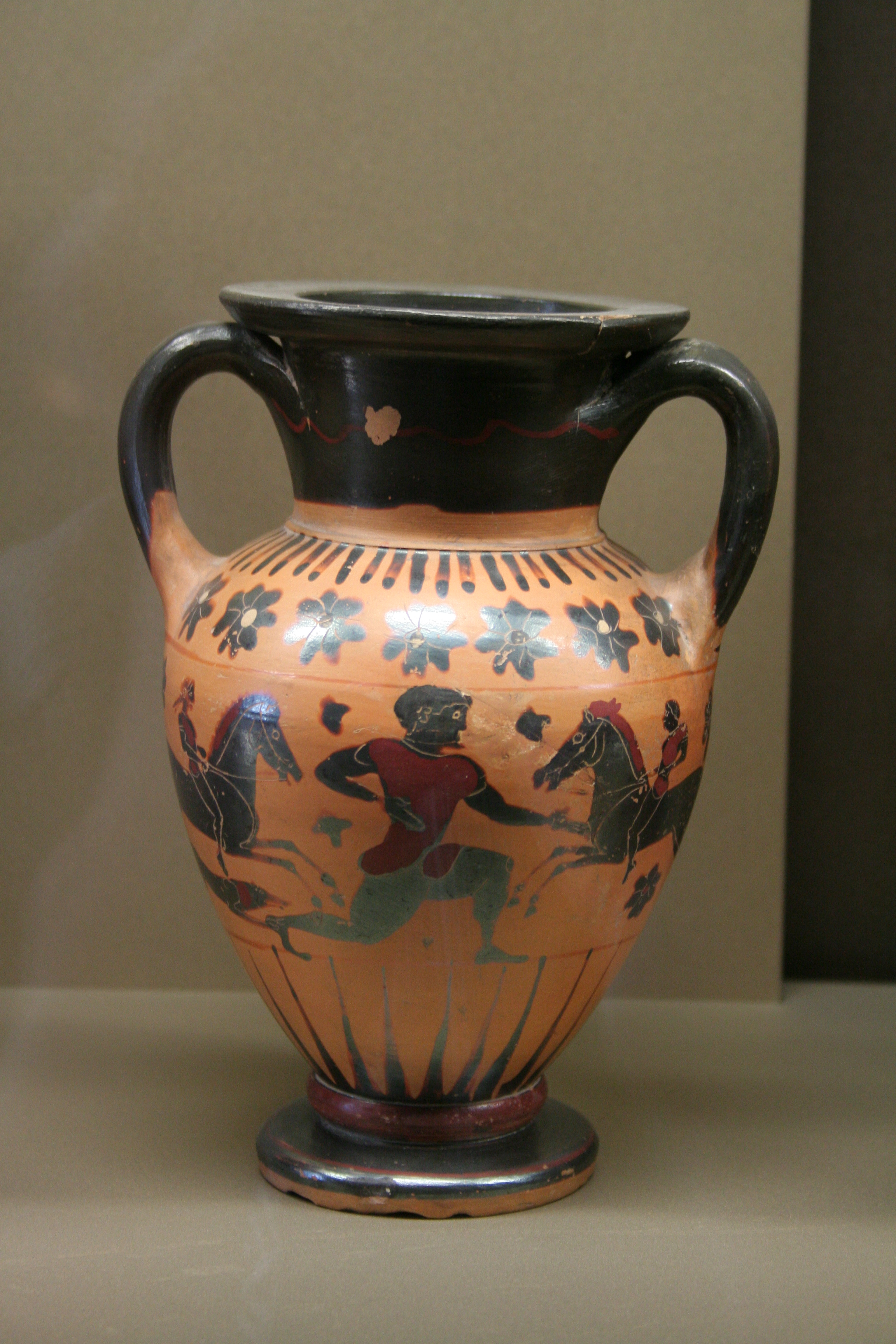
Amphore chalcidienne trouvée sur le site de Rhêgion et conservée au Louvre.

Côté artisanat, Reggio conserve un héritage unique avec les céramiques chalcidiennes, retrouvées lors des fouilles de la cité grecque de Rhêgion. Certains objets trouvés localement, comme des amphores, sont aujourd'hui exposés au Louvre ou au British Museum.

### Commerce et tourisme
Le commerce, pilier de l'économie moderne de Reggio, est particulièrement dynamique sur le corso Garibaldi, artère du centre-ville, et dans les rues adjacentes qui accueillent de nouvelles infrastructures marchandes. Historiquement, Reggio exportait des produits locaux comme la soie et les dérivés d'agrumes.
Le tourisme s'est également imposé comme un secteur en croissance. Parmi les attractions principales de la ville :
- Les bronzes de Riace, chefs-d'œuvre d'art grec ancien exposés au musée national de la Grande-Grèce ;
- Le phénomène optique de la Fata Morgana, la côte sicilienne semblant à portée de main lorsqu'il se manifeste ;
- Les plages, qui font de Reggio une station balnéaire.

## Culture et patrimoine
« Je chante Reggio, l'ultime cité de l'Italie marine / qui s'abreuve toujours des ondes de Trinacrie. »

Louanges du poète Ibycos, extraites de l'Anthologie grecque.

### Architecture et monuments remarquables
Au fil des siècles, certains événements naturels ou anthropiques ont profondément modifié l'aspect de la ville de Reggio de Calabre. L'urbanisme actuel remonte à la reconstruction de la ville intervenue après le tremblement de terre de 1908. De très nombreuses œuvres d'art et édifices construits au cours des siècles précédents ont été perdus. Cependant, la ville a pu restaurer de précieux monuments et de nombreux vestiges antiques qui témoignent de son histoire plurimillénaire.

#### Architecture civile

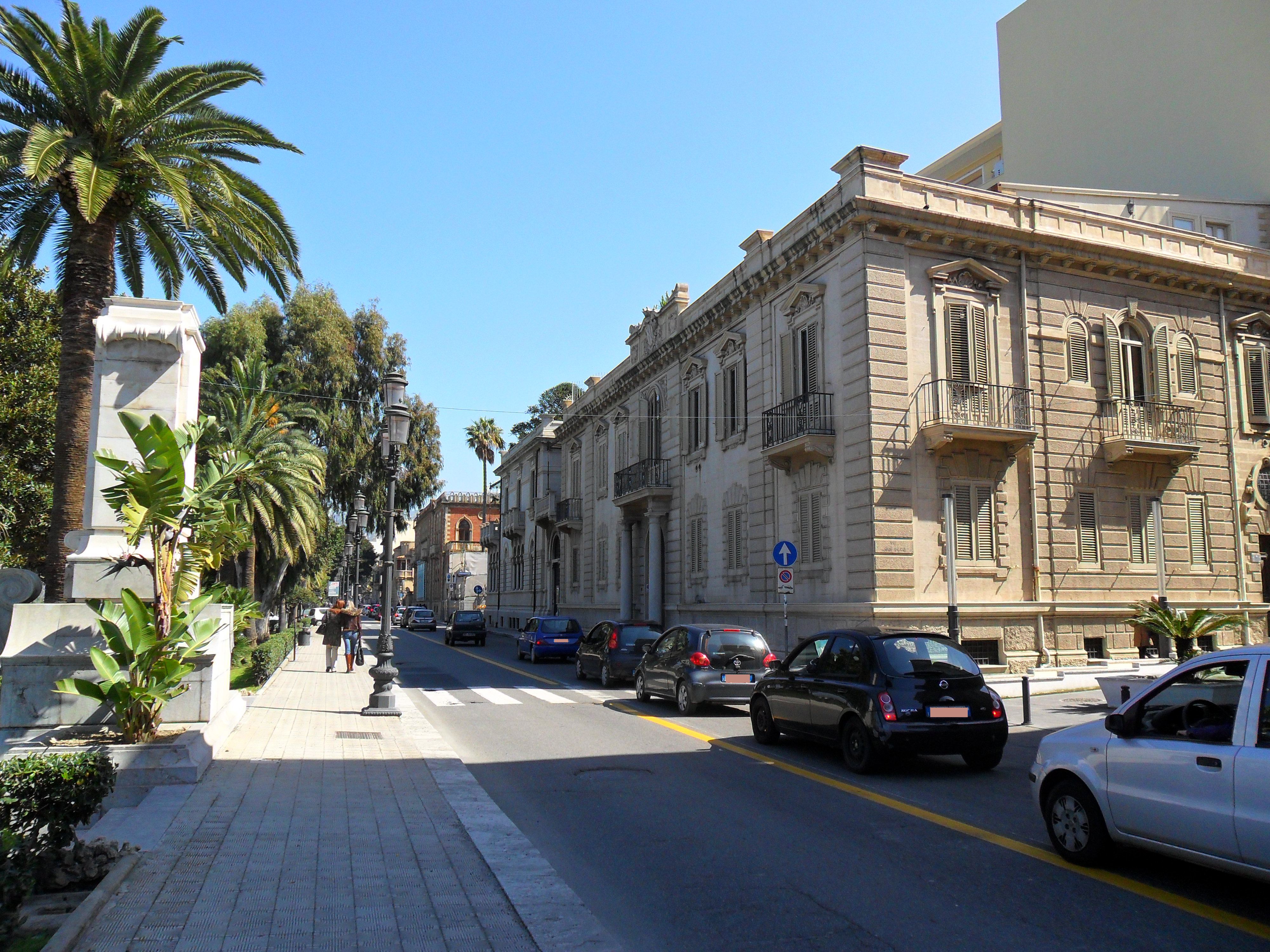
Le corso Vittorio-Emanuele III.

Le centre historique de Reggio est caractérisé par la prédominance des bâtiments de style Liberty, la variante italienne de l'Art nouveau, très en vogue au moment de la reconstruction après 1908.
Le palazzo San Giorgio, siège de la mairie, a été reconstruit en 1921 sous la direction de l'architecte Ernesto Basile. Il abrite une collection exceptionnelle de 250 œuvres d'artistes calabrais, constituant le cœur de la galerie d'art civique.
Face à la mairie, le théâtre Francesco Cilea est un chef-d'œuvre de style néoclassique. Avec une capacité d'accueil de 1 500 places, il est l'un des centres culturels majeurs de la ville depuis son inauguration en 1818 sous le nom de Real Teatro Borbonio.
Parmi les édifices emblématiques :
- Le palazzo Zani, conçu par l'architecte Gino Zani ;
- Les palazzi Barbera et Mazzitelli, magnifiques exemples de style Liberty ;
- Le palazzo Nesci, demeure de style néo-classique, compte parmi les rares édifices de la ville à avoir survécu au séisme de 1908 ;
- La villa Zerbi, sur le bord de mer, à l'architecture néo-gothique d'inspiration vénitienne, accueille l'annexe de la Biennale de Venise en Italie méridionale.

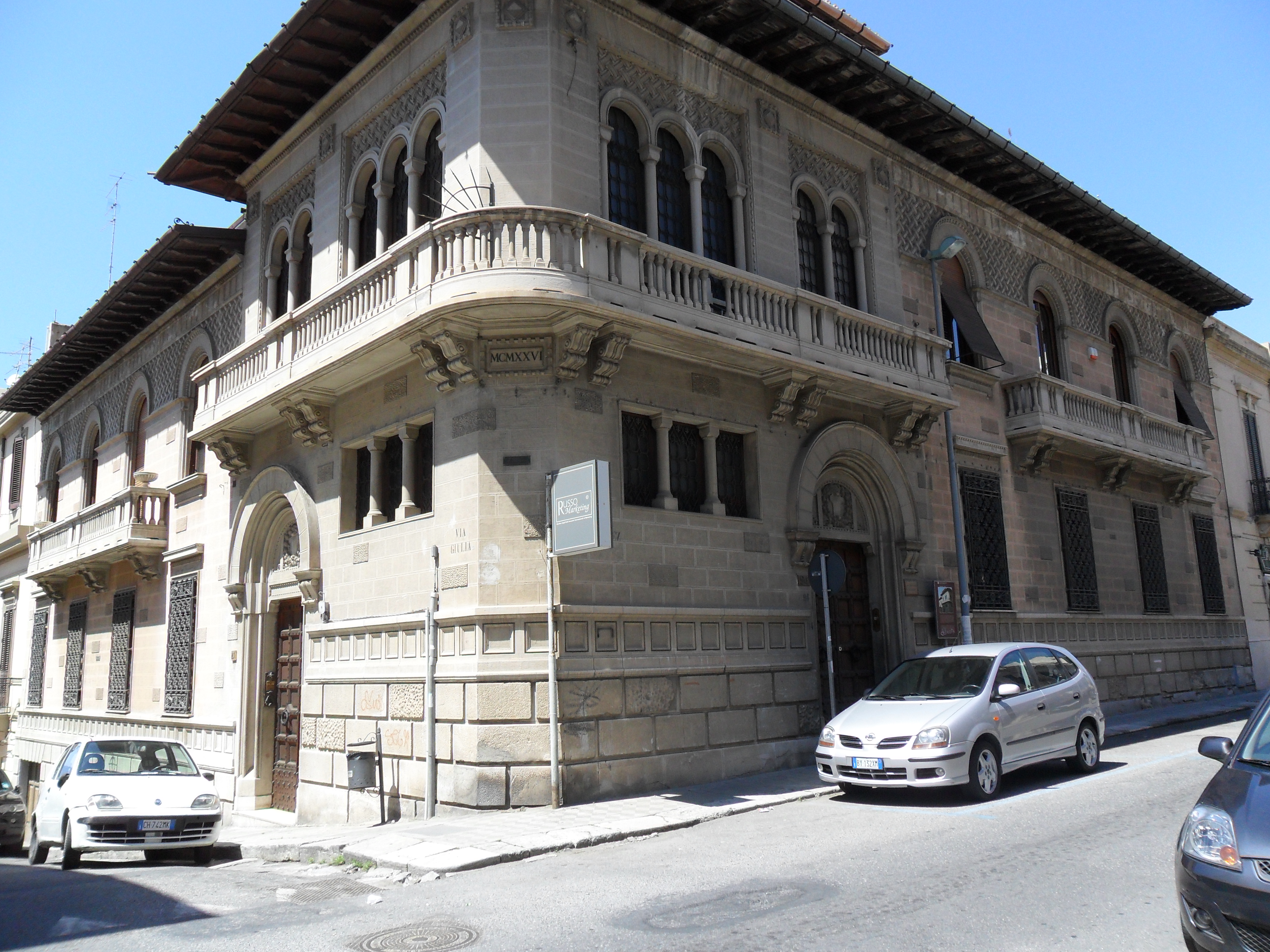
Palazzo Zani.
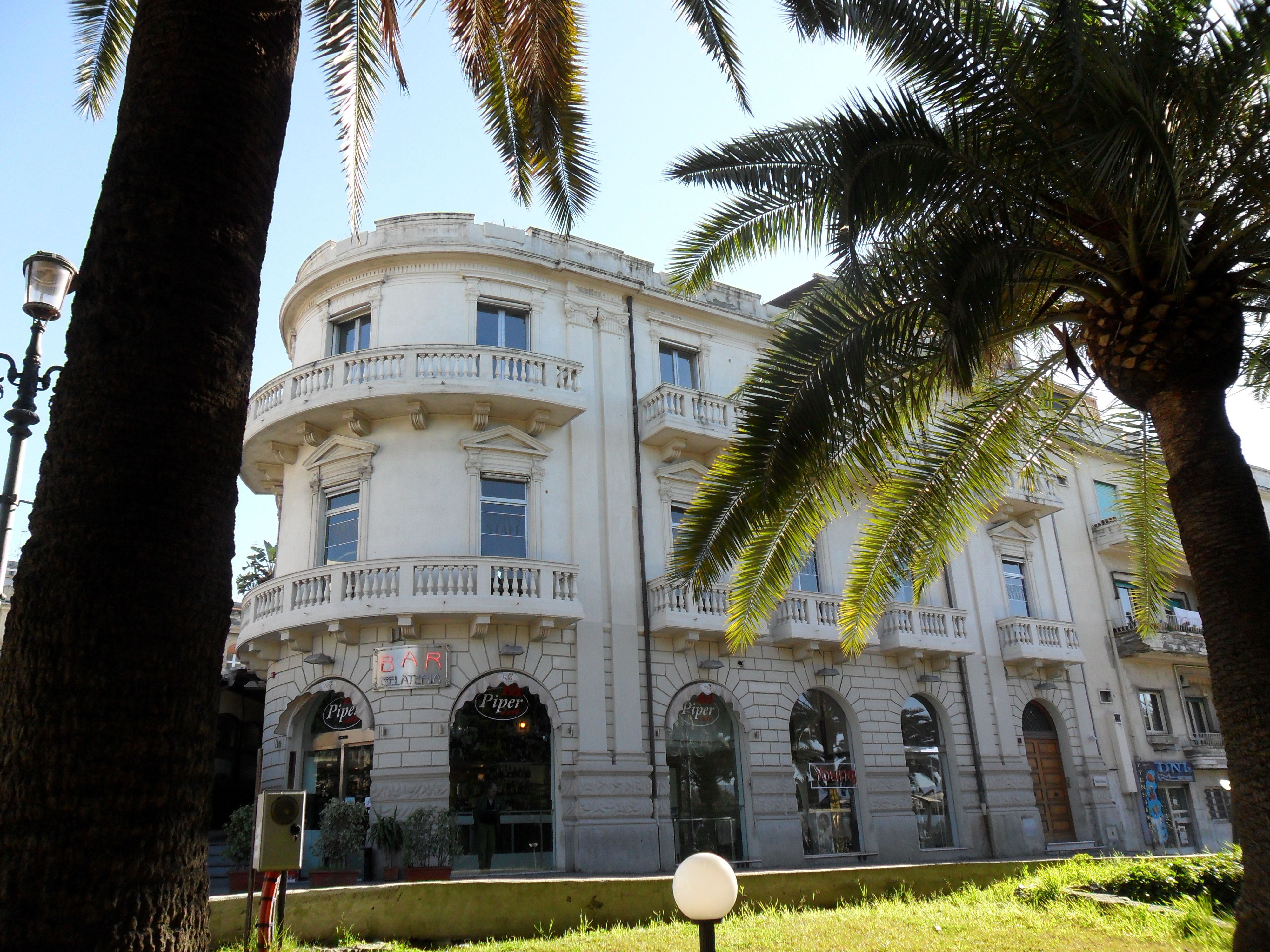
Palazzo Barbera.
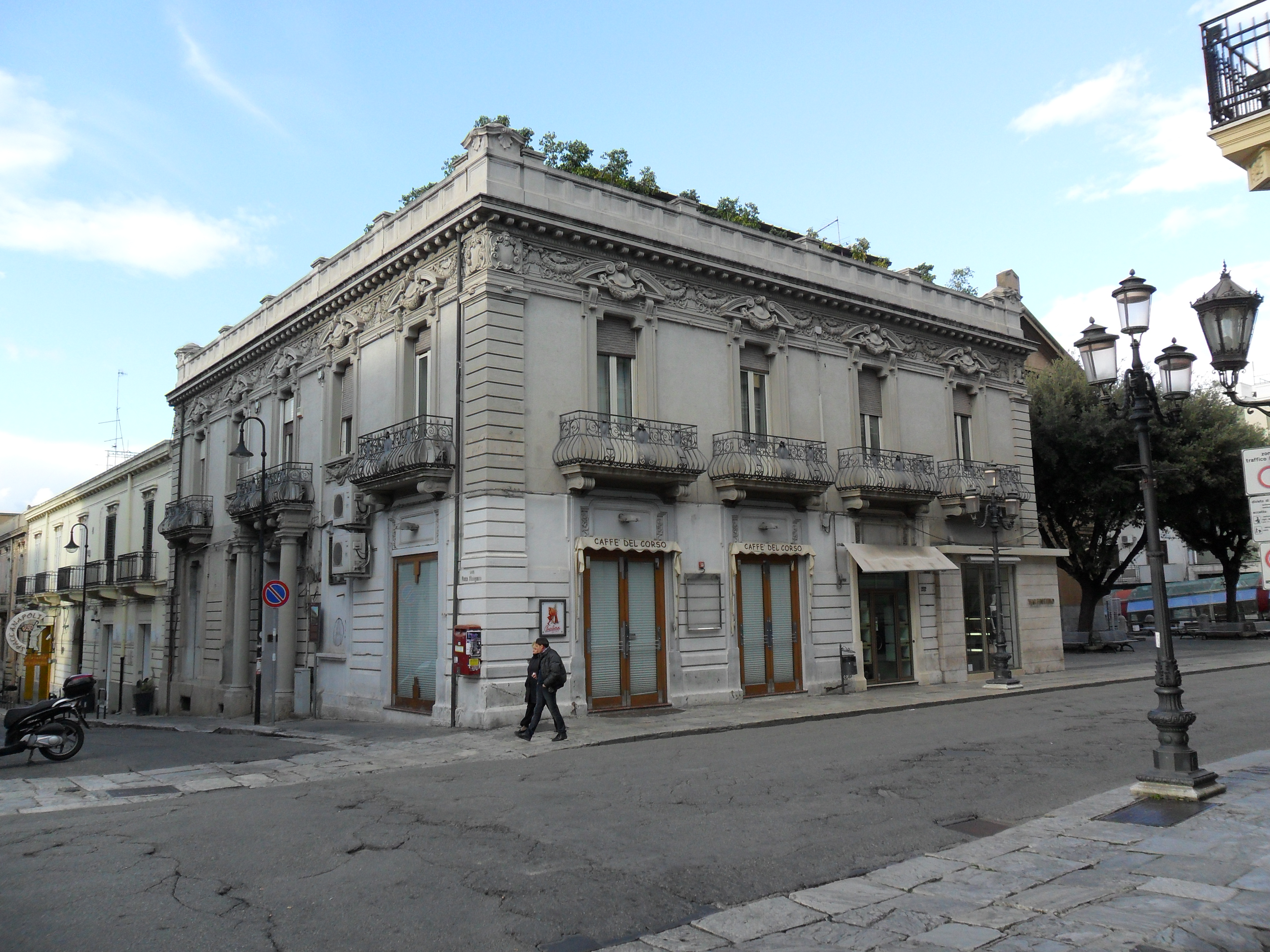
Palazzo Mazzitelli.
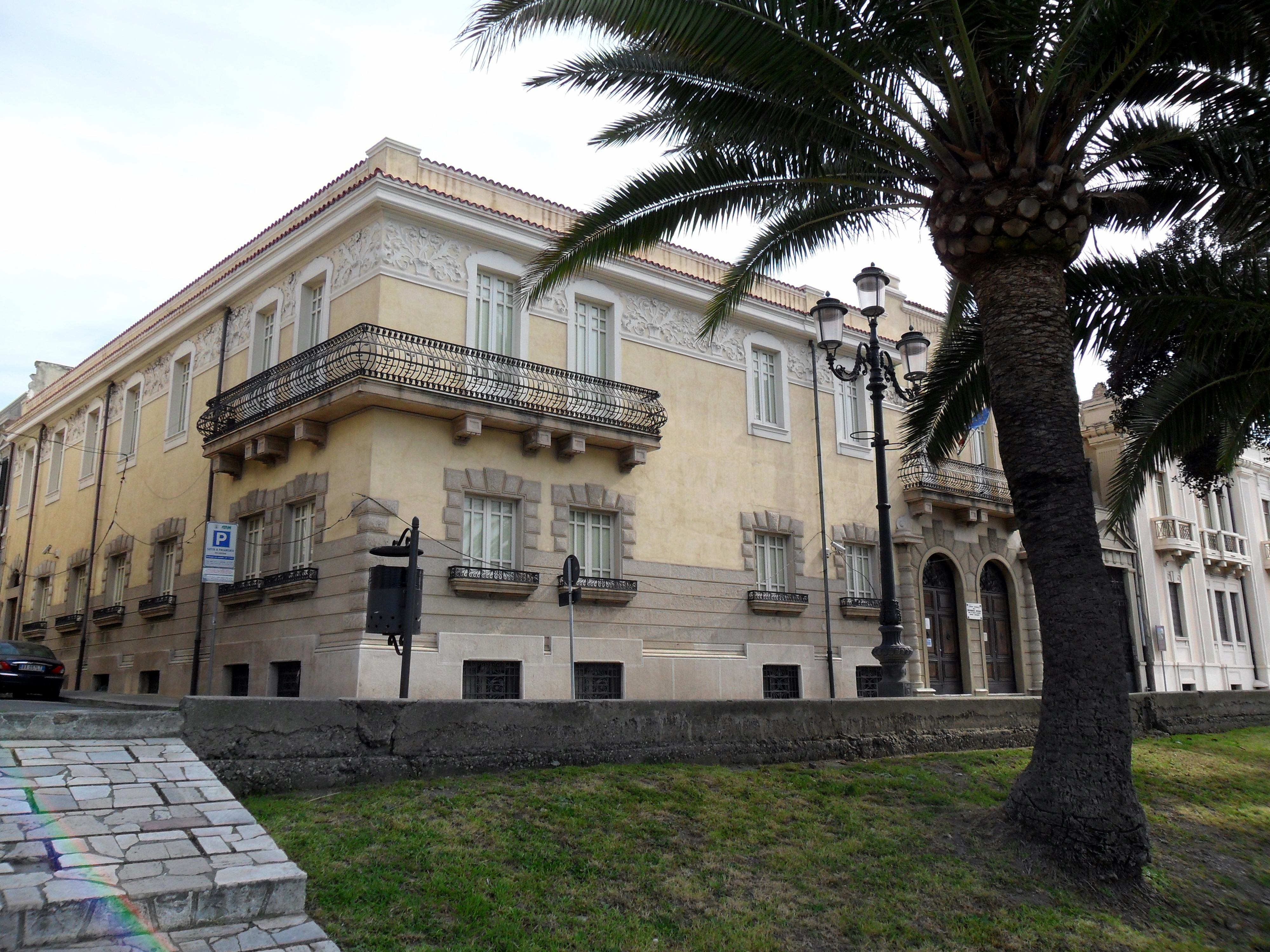
Palazzo Pellicano.
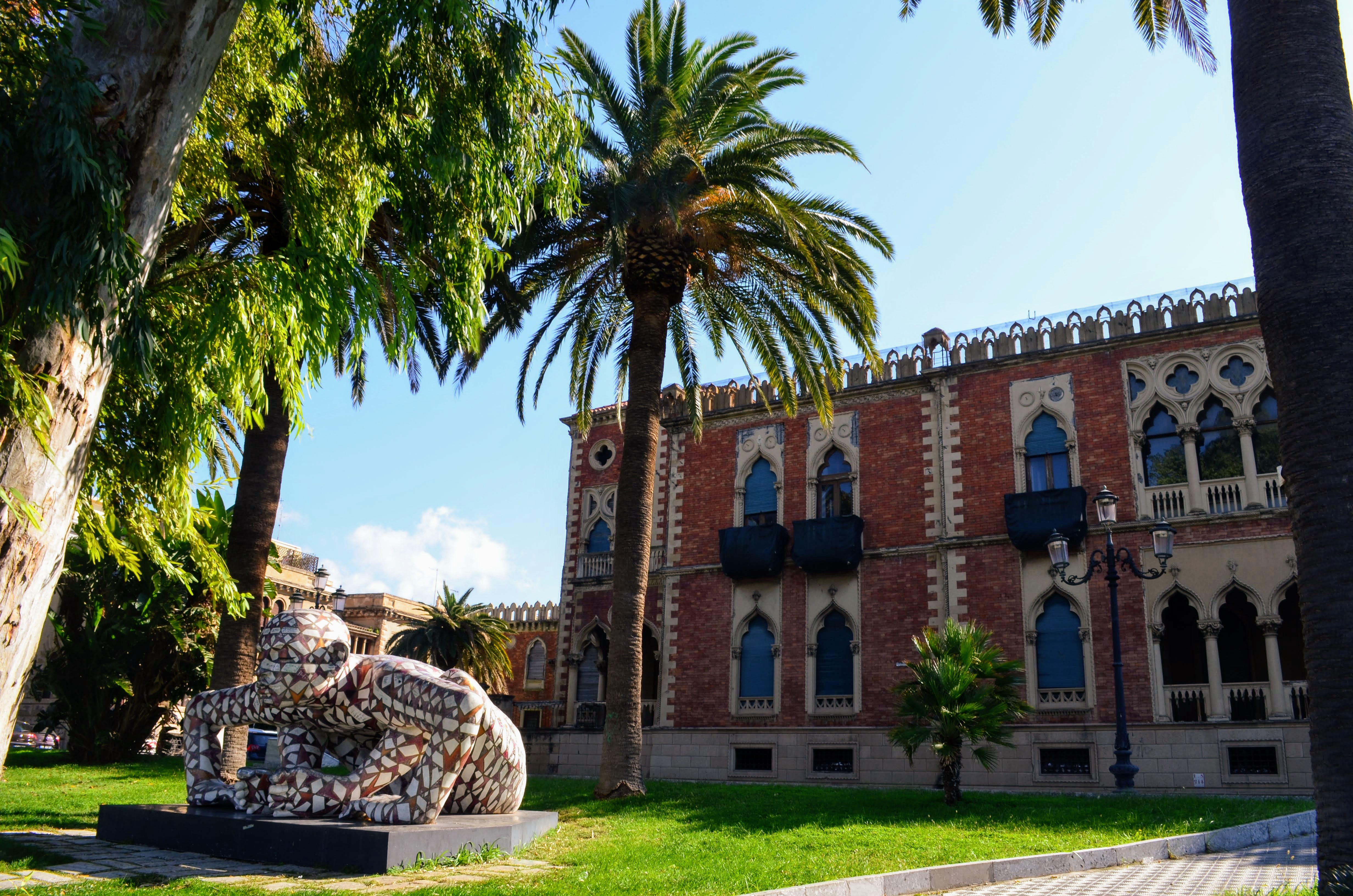
Villa Zerbi.

Néanmoins, la ville ne se limite pas à son héritage historique. Elle est également le théâtre d'une architecture contemporaine audacieuse comme l'illustrent la torre Nervi et le palazzo di vetro (palais de verre) Sant'Anna. Enfin, le palazzo Campanella, siège du conseil régional de Calabre, arbore un style futuriste.
Sur le front de mer, à la sortie de la pinède Zerbi, un monument érigé en 1996 honore le sacrifice de Giuseppe Cenni, légendaire as de l'air abattu dans l'Aspromonte le 4 septembre 1943, après la signature de l'armistice. Ce mémorial rappelle le courage des pilotes italiens ayant tenté de repousser l'invasion alliée en Calabre. Plus loin sur le littoral, un projet conçu par l'architecte Zaha Hadid servira bientôt d'écrin au musée de la Méditerranée (13 400 m²) dont l'architecture, inspirée par la forme organique d'une étoile de mer, accueillera des espaces d'exposition, un aquarium, une bibliothèque et les archives municipales.

#### Architecture religieuse

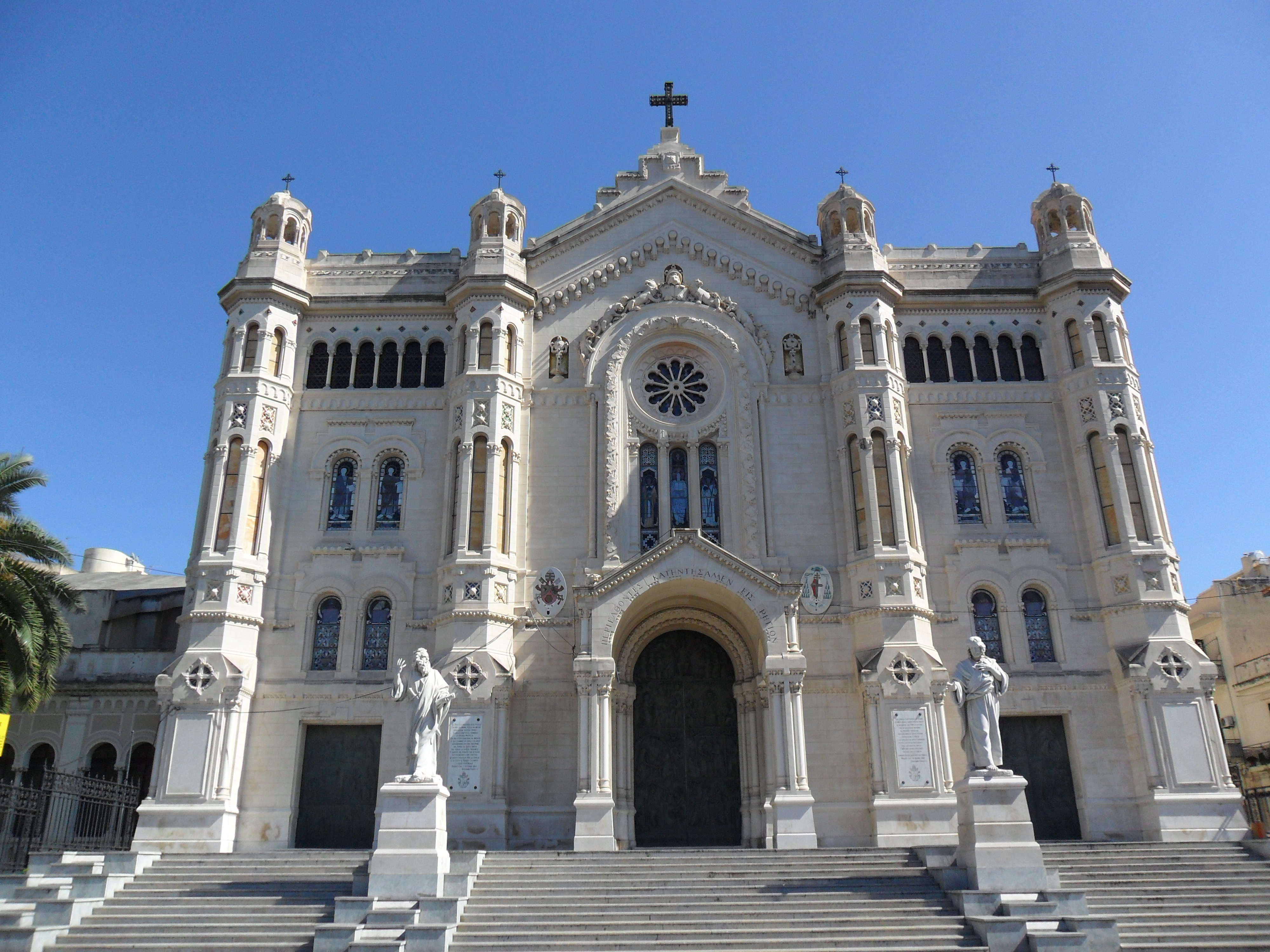
La cathédrale Santa Maria Assunta.

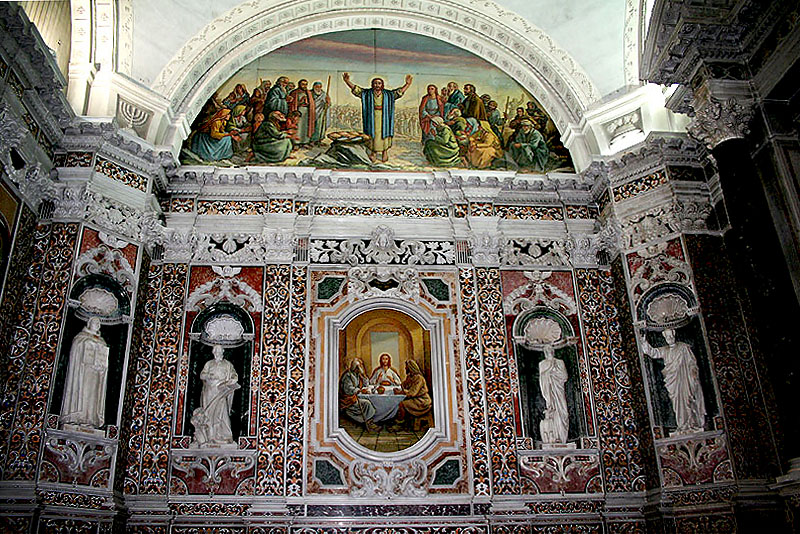
Intérieur de la cappella del Santissimo Sacramento.

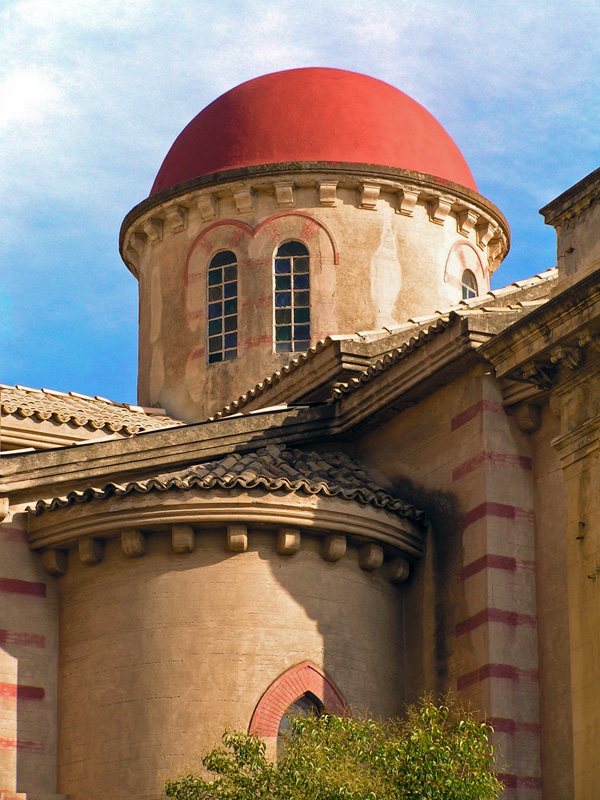
Coupole de la chiesa degli Ottimati.

La principale église de la ville est le duomo di Santa Maria Assunta (cathédrale), qui est le plus grand édifice religieux de Calabre. Il doit son style néo-roman éclectique à la reconstruction qui a suivi le séisme de 1908.
Juste à côté du duomo, la cappella del Santissimo Sacramento illustre l'élégance du baroque calabrais avec ses marbres polychromes provenant de l'ancienne cathédrale.
Parmi les autres églises :
- La chiesa degli Ottimati, d'époque et d'architecture byzantine (Xe siècle), renferme un sol en mosaïque cosmatesque ainsi qu'un tableau d'Agostino Ciampelli ;
- La chiesa di San Gaetano Catanoso, dans le quartier de Spirito Santo, abrite le tombeau en verre du saint éponyme ;
- Les chiese di San Sebastiano Martire, San Giorgio al Corso, Santa Maria dell'Itria et la Cattolica dei Greci complètent le patrimoine religieux de Reggio.

#### Architecture militaire

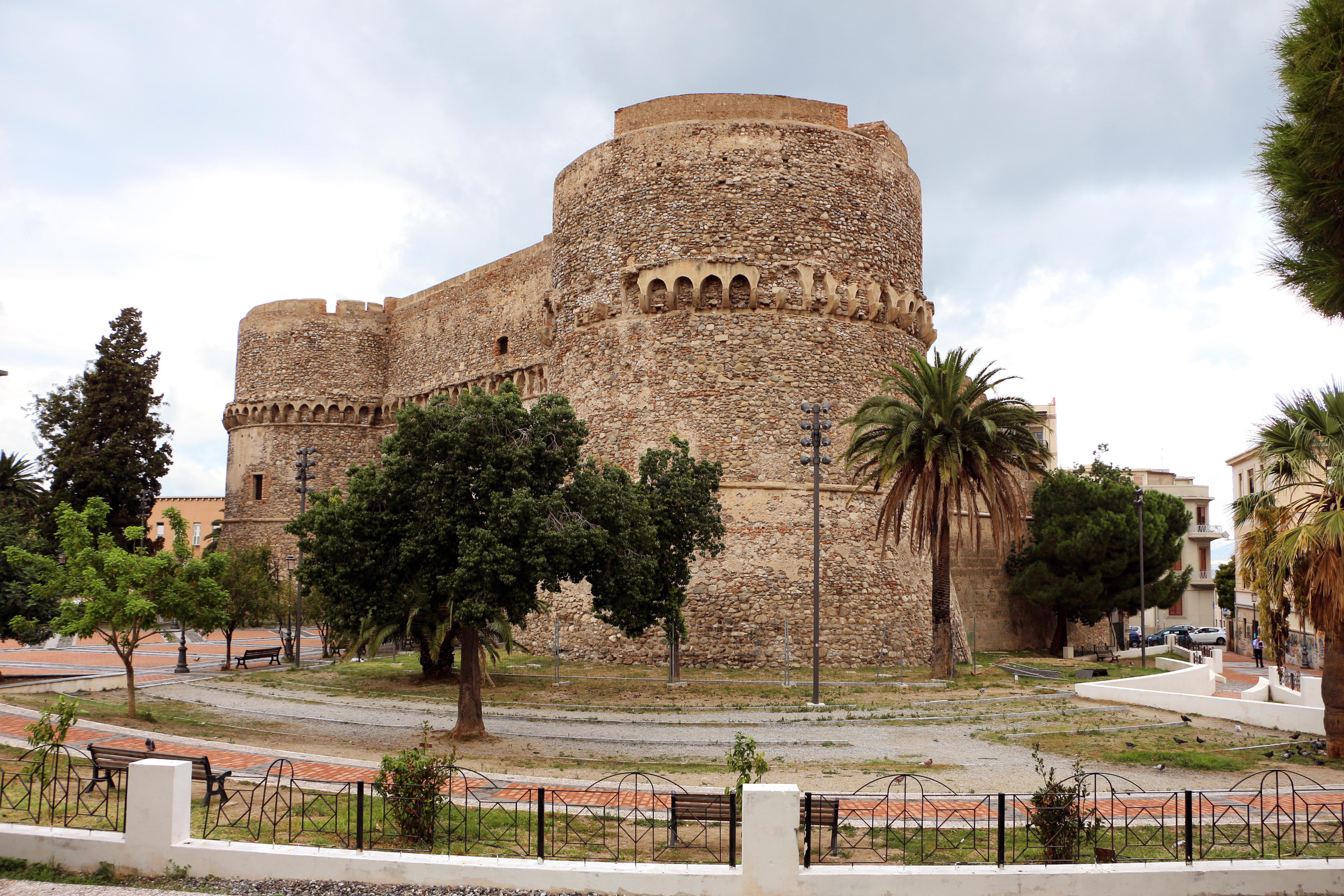
Castello Aragonese.

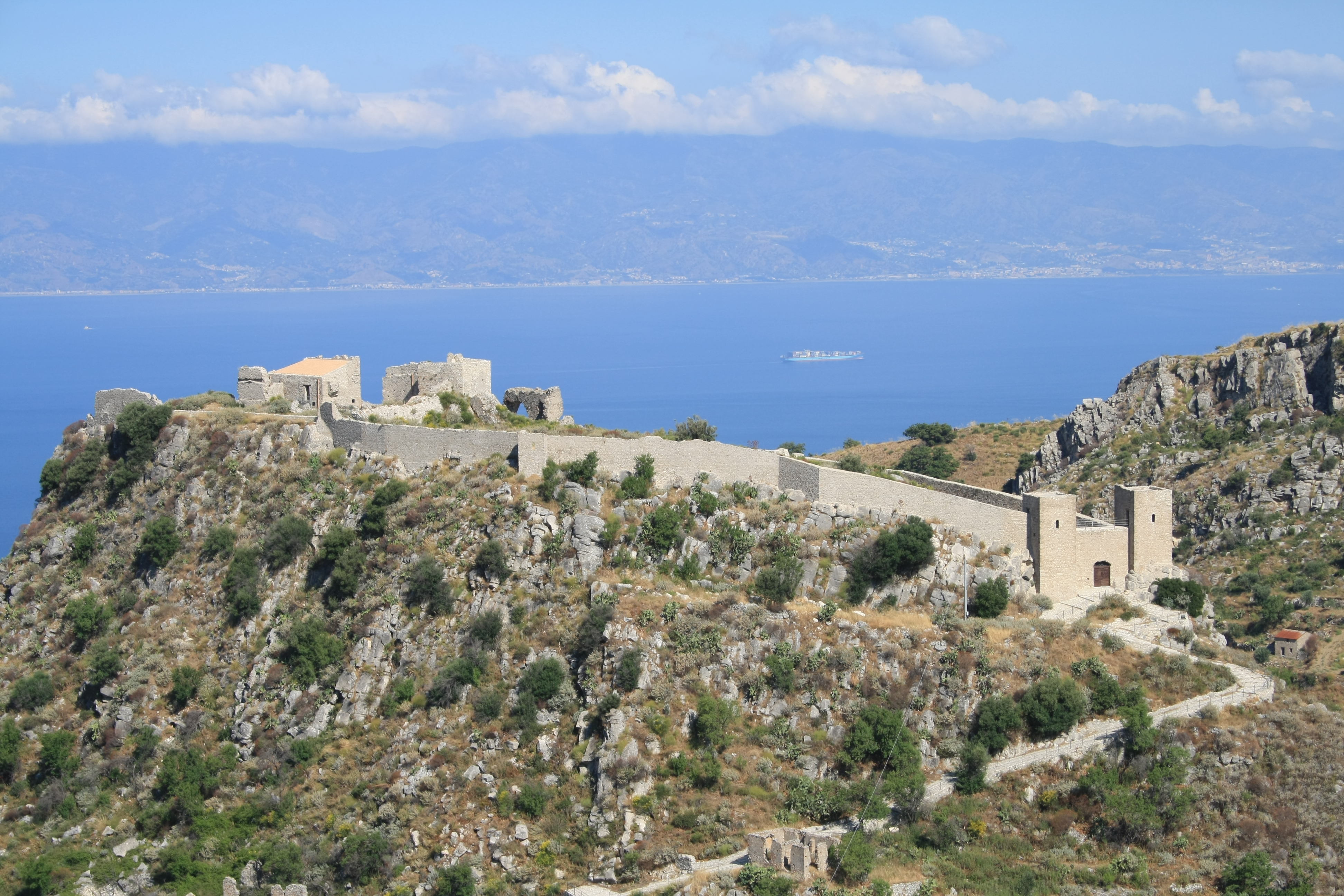
Castello (ou motta) di Sant'Aniceto.

Ayant occupé un rôle stratégique pendant des siècles, Reggio de Calabre est cernée par un riche patrimoine défensif.
Le castello Aragonese (château aragonais), situé dans la partie haute de la ville, est le principal ouvrage militaire de Reggio. Bâti à l'origine vers 540 av. J.-C., il est successivement agrandi par les Normands puis les Aragonais qui le dotent d'un fossé et de quatre tours, dont seules deux subsistent aujourd'hui après avoir été partiellement démoli de la fin du XIXe siècle à 1923. Il accueille désormais des expositions et des manifestations culturelles.
Afin de surveiller le détroit de Messine, les Normands ont implanté des mottes, fortifications surélevées, sur les premiers sommets dominant Reggio et ses proches environs. À ce jour, seules quatre d'entre elles subsistent :
- La motta Anòmeri à Ortì ;
- La motta Rossa près de Sambatello ;
- La motta San Cirillo à Terreti ;
- La motta Sant'Aniceto entre Paterriti et la commune de Motta San Giovanni.

En outre, le sud de la Calabre conserve de nombreuses tours côtières qui appartenaient au vaste système défensif du royaume de Naples pour se prémunir contre les incursions corsaires ou sarrasines. La commune de Reggio en conserve cinq à Ravagnese, Sant'Agata, Pentimele, Gallico et Pellaro.

#### Sites archéologiques

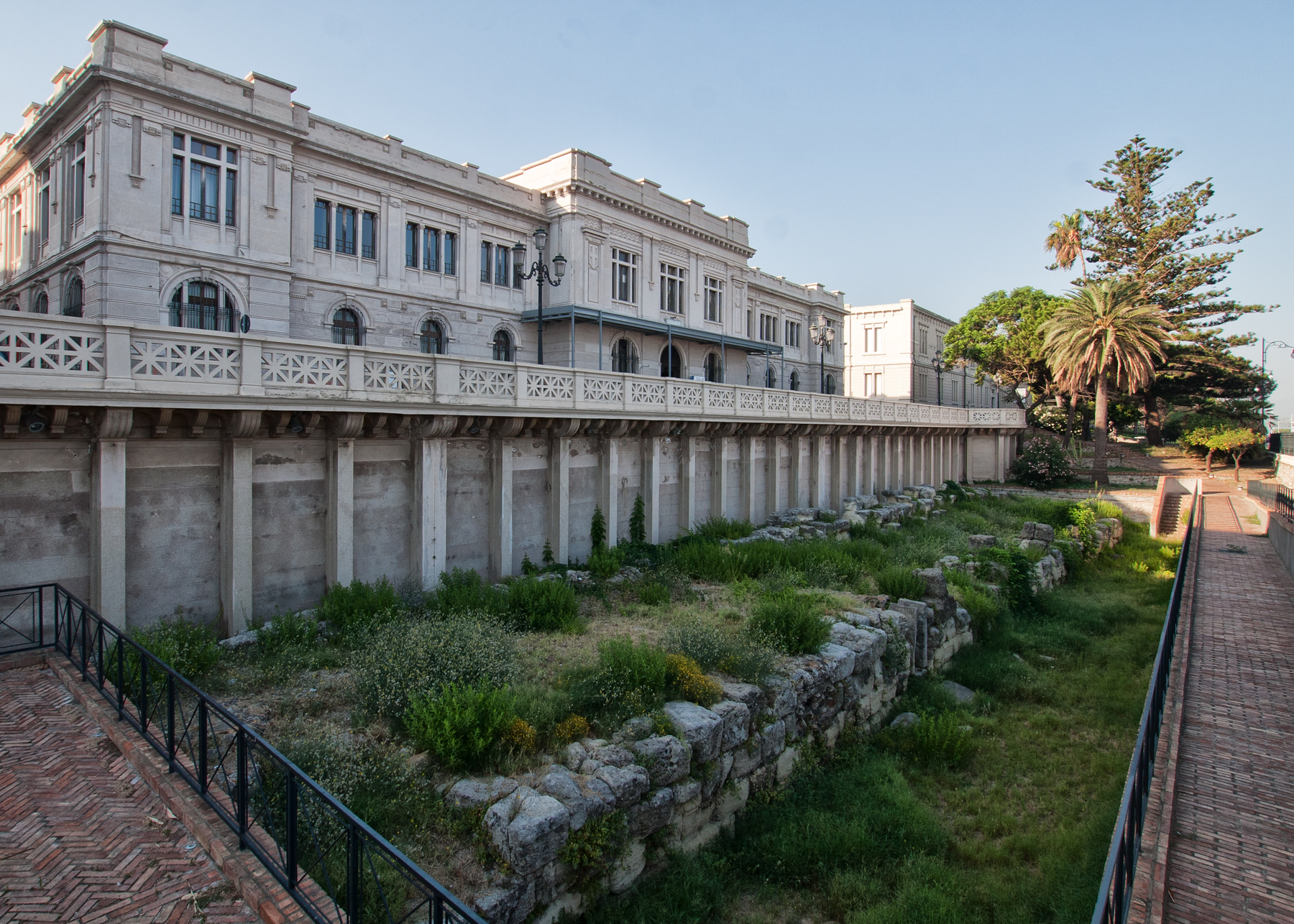
Murs grecs sur le lungomare.

Les sites archéologiques de la région sont supervisés par la Surintendance archéologique du Bruttium et de Lucanie (anciens noms de la Calabre et de la Basilicate), établie à Reggio depuis 1907.
Parmi les vestiges archéologiques majeurs de Reggio :
- Les murs grecs anciens, divisés en plusieurs sections, dont la mieux conservée est celle du lungomare datant du IVe siècle av. J.-C. et attribuée à la reconstruction de la cité par Dionysios II de Syracuse ;
- Les thermes romains, sur le bord de mer ;
- Les fouilles archéologiques sous la piazza Italia, qui représente le centre de la vie urbaine de Reggio depuis l'époque de la Grande-Grèce ;
- Un sanctuaire gréco-romain sur le site de Griso-Laboccetta ;
- Les fouilles archéologiques sous l'église San Giorgio al Corso ;
- Autres sites archéologiques : dans les hauteurs de la ville, des fouilles ont mis au jour la présence d'une nécropole grecque et les vestiges d'anciens remparts byzantins près de la via Reggio Campi.

#### Patrimoine environnemental

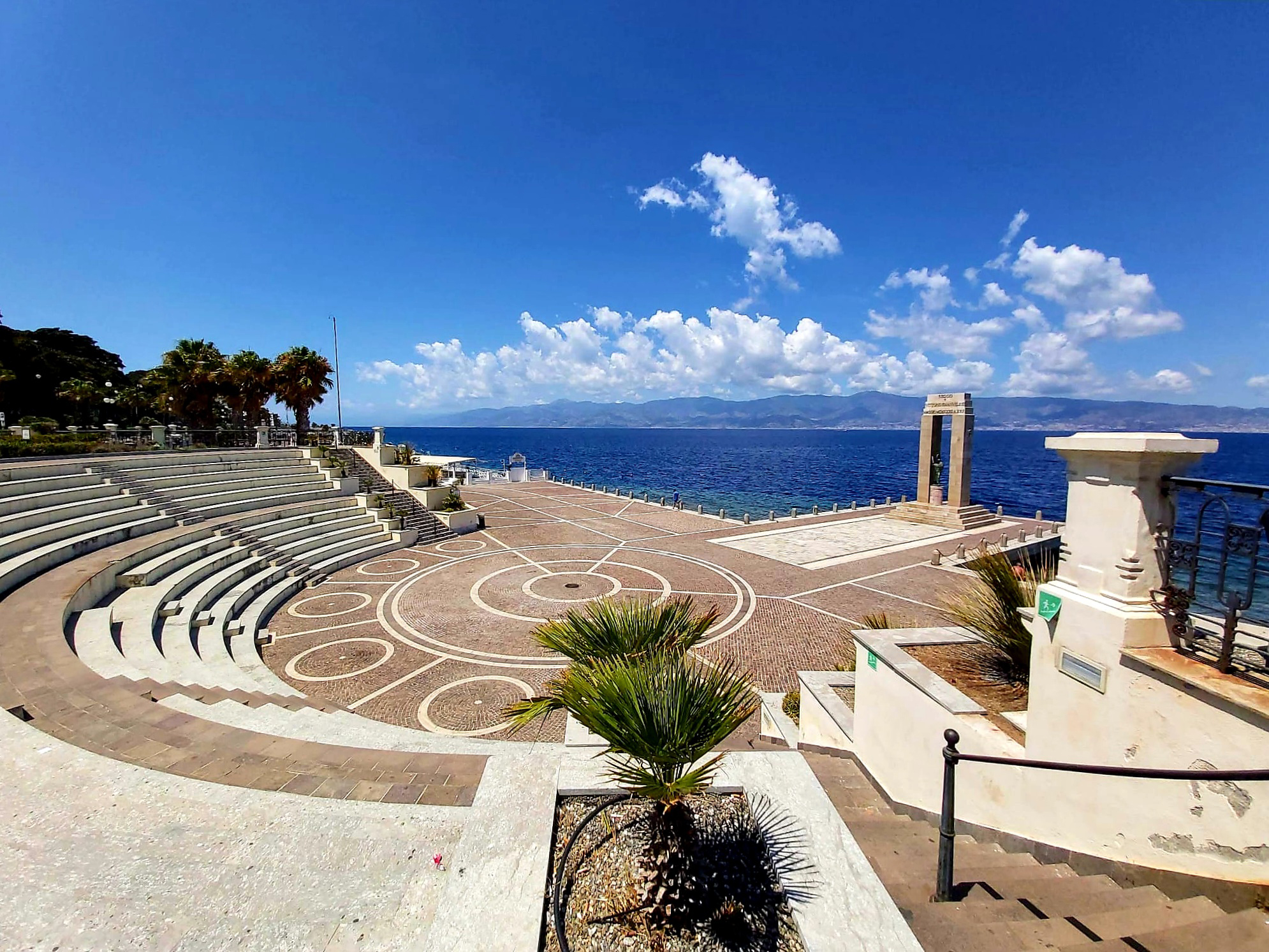
Arena dello Stretto.

Les deux principaux espaces verts (et bleu) de Reggio sont le lungomare Falcomatà, promenade du bord de mer surmontant les plages de la ville, qualifié par Nando Martellini (et non Gabriele d'Annunzio comme on l'a longtemps cru à tort) de « plus beau kilomètre d'Italie », ainsi que les jardins botaniques situés à deux pas de la mer.
En dehors de la ville, les habitants de Reggio jouissent de la proximité de la Costa Jonica (sur la mer Ionienne), de la Costa Viola (« Côte Violette », sur la mer Tyrrhénienne) et des montagnes de l'Aspromonte entre les deux, abritant le parc national de l'Aspromonte où, entre 1 300 et 1 950 mètres d'altitude, la vue embrasse le détroit de Messine, le sommet enneigé de l'Etna et les îles Éoliennes.

### Équipements culturels

#### Musées

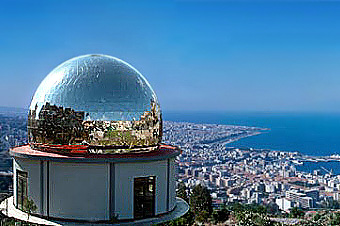
Planétarium « Pythagore ».

- Façade du musée national de la Grande-Grèce, sur la piazza de Nava.Les bronzes de Riace : au premier plan, le "jeune" (bronze A), et en arrière-plan, le "vieux" (bronze B), représenteraient des héros non-identifiés de la mythologie grecque.Galerie d'art civique.Planétarium « Pythagore ».Le musée national de la Grande-Grèce, héritier de l'ancien musée municipal créé en 1819 et consacré à la Grèce antique, abrite les fameux bronzes de Riace qui font la renommée de la ville ainsi que de nombreux autres objets et sculptures de l'Antiquité. Le bâtiment actuel a été construit en 1939 sur projet de l'architecte Marcello Piacentini et son toit-terrasse accueille des concerts et autres événements culturels ;

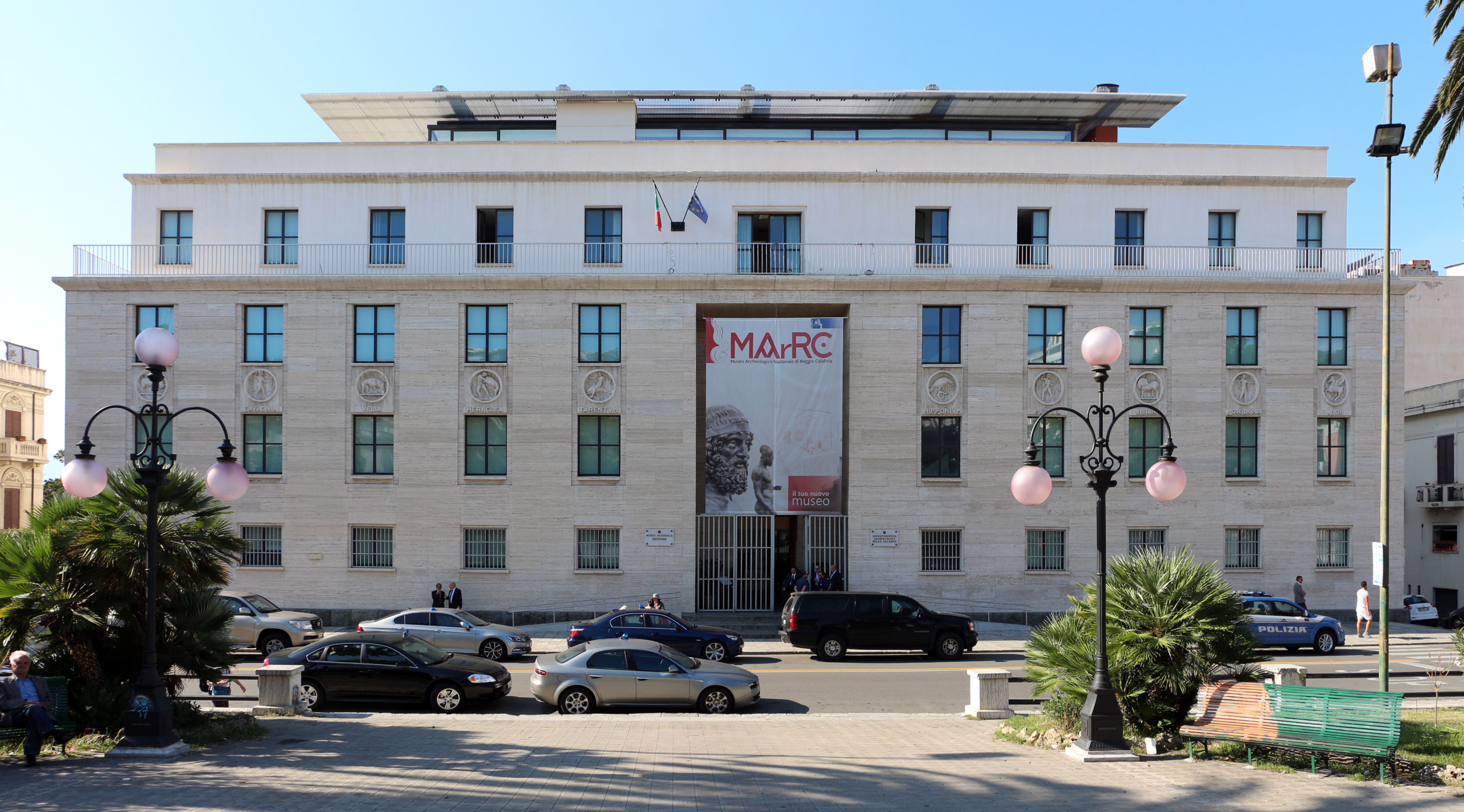
Façade du musée national de la Grande-Grèce, sur la piazza de Nava.

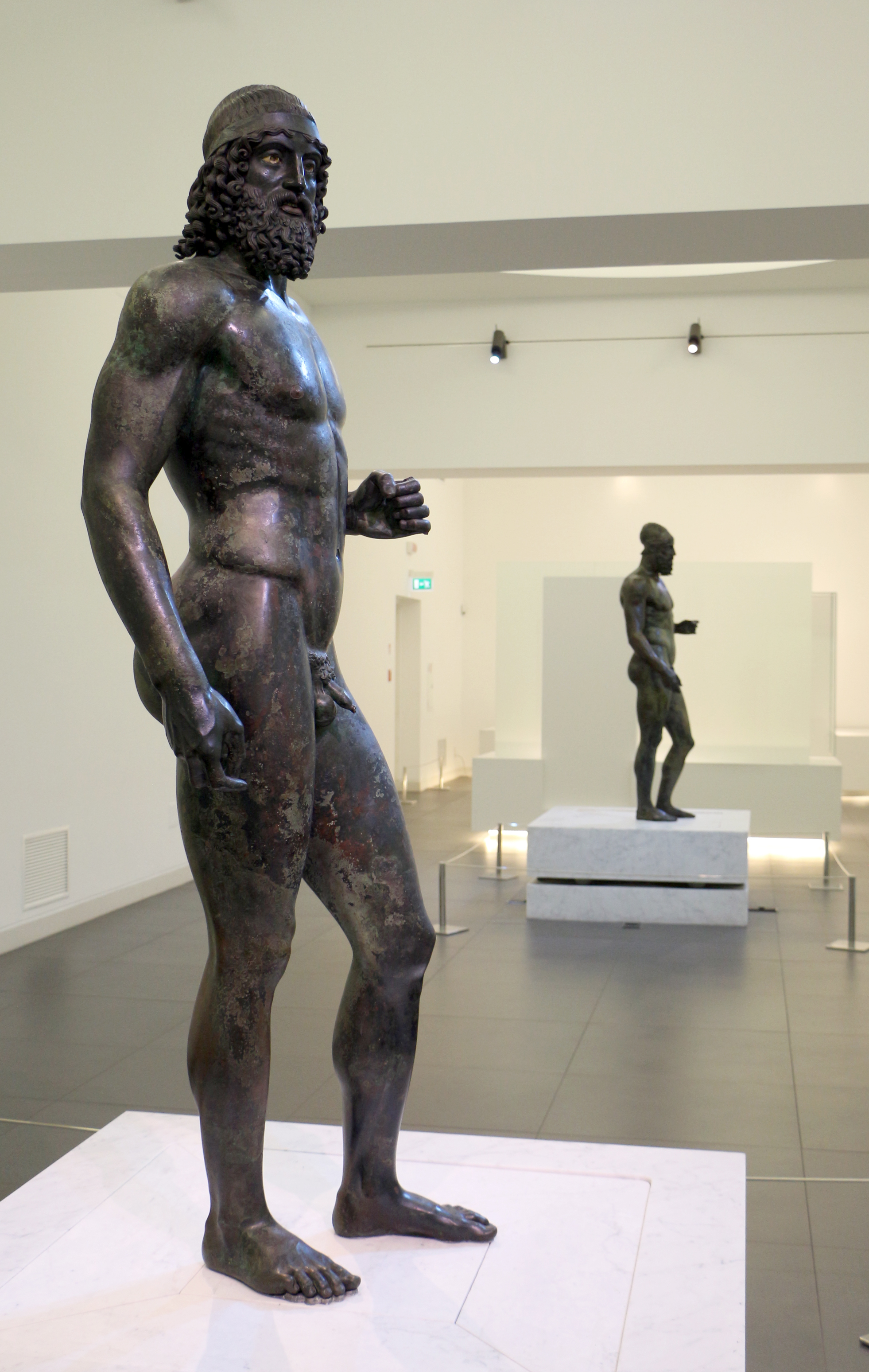
Les bronzes de Riace : au premier plan, le "jeune" (bronze A), et en arrière-plan, le "vieux" (bronze B), représenteraient des héros non-identifiés de la mythologie grecque.

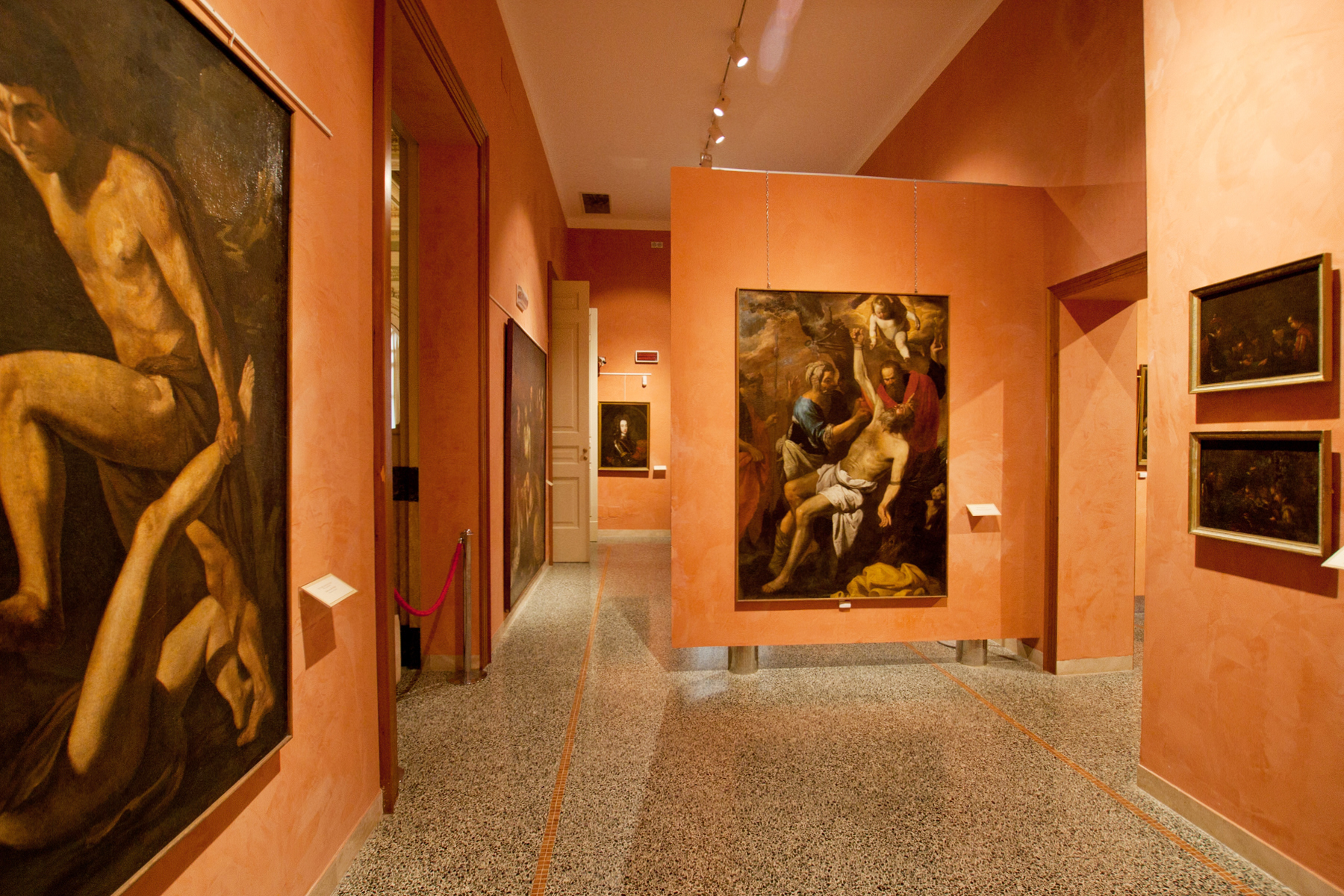
Galerie d'art civique.

- La galerie d'art civique expose des œuvres des XVIe et XVIIe siècles d'Antonello de Messine (Visite des trois anges à Abraham et Saint Jérôme pénitent dans le désert), Mattia Preti (Retour du fils prodige), Luca Giordano (Le Christ et la femme adultère), Giuseppe Benessai et d'autres. La collection comprend en outre des sculptures remarquables, notamment un buste en marbre de Nossis par Francesco Jerace et une version miniature du célèbre groupe du Laocoon par Pietro Bernini ;
- Le palazzo della cultura « Pasquino-Crupi », cet édifice ayant autrefois accueilli un orphelinat puis la faculté d'ingénierie de l'université méditerranéenne[42] est aujourd'hui un espace consacré à des expositions temporaires et à l'art du XXe siècle. Sa collection comprend des œuvres d'artistes aussi renommés que De Chirico, Dalí, Campigli, Carrà et Ligabue[43]. Ces œuvres, confisquées à un ancien chef de la mafia locale, témoignent de la variété des courants artistiques du siècle dernier ;
- Le piccolo museo San Paolo abrite une collection d'œuvres d'art médiévales byzantines et normandes ;
- Le musée de la 'Ndrangheta, implanté dans une villa confisquée à une famille mafieuse, propose une réflexion et une démystification sur le phénomène mafieux calabrais et son impact à la fois culturel et social. Cet espace accueille des expositions et des activités pédagogiques pour sensibiliser les jeunes générations à l'importance de la lutte contre la criminalité organisée ;
- Musées thématiques : musée diocésain (objets d'art religieux) ; planétarium « Pythagore » (astronomie) ; musée ethnographique (traditions régionales) ; musée de l'artisanat textile, de la soie, du costume et de la mode calabraise ; musée de biologie marine et paléontologie (histoire naturelle de la région, des fossiles aux espèces marines actuelles).

#### Bibliothèques
La bibliothèque municipale « Pietro De Nava », fondée en 1818 sous le nom de Regia Biblioteca Ferdinandiana, est la plus ancienne bibliothèque de ce genre en Calabre. Elle a été transférée dans son bâtiment actuel en 1928 à la suite du séisme de 1908. Elle conserve un patrimoine exceptionnel comprenant plus de 115 000 ouvrages, dont les plus vieux remontent au XIIIe siècle.
Outre la bibliothèque municipale, on trouve à Reggio :
- Les archives d'État de Reggio de Calabre, créées en 1852, regroupent un vaste patrimoine documentaire, comprenant 7 701 documents et volumes historiques remontant au XVIIIe siècle pour les plus anciens ;
- La bibliothèque « Mattia Preti » du conseil régional de Calabre, créée en 1973, propose plus de 40 000 ouvrages et est particulièrement fréquentée par les étudiants des facultés de droit, d'architecture et d'ingénierie. Elle est divisée en trois sections : l'une multidisciplinaire, une autre juridique et la dernière consacrée à l'histoire de la Calabre ;
- La bibliothèque du musée national de la Grande-Grèce, avec ses 10 000 ouvrages, est une référence pour les archéologues et les historiens ;
- La bibliothèque de l'archevêché « Mons. Antonio Lanza » conserve plus de 35 000 volumes sur des thèmes théologiques, bibliques et historiques.

Les autres institutions notables sont la bibliothèque « San Nilo » du séminaire pontifical Pie-XI, la bibliothèque de l'université pour étrangers « Dante Alighieri », et la bibliothèque de l'académie des Beaux-Arts. La bibliothèque centrale de la faculté d'architecture, fondée en 1969, est spécialisée en urbanisme, histoire de l'art et restauration du patrimoine, tandis que la bibliothèque centrale de la faculté d'agriculture est axée sur les sciences et techniques agricoles.
Enfin, des bibliothèques spécifiques enrichissent l'offre culturelle de la ville, comme celle du conservatoire de musique, ou encore la bibliothèque Zanotti Bianco, le Centre de documentation européenne, et la Station expérimentale des industries des essences, qui contribue à la recherche sur l'industrie des essences d'agrumes.

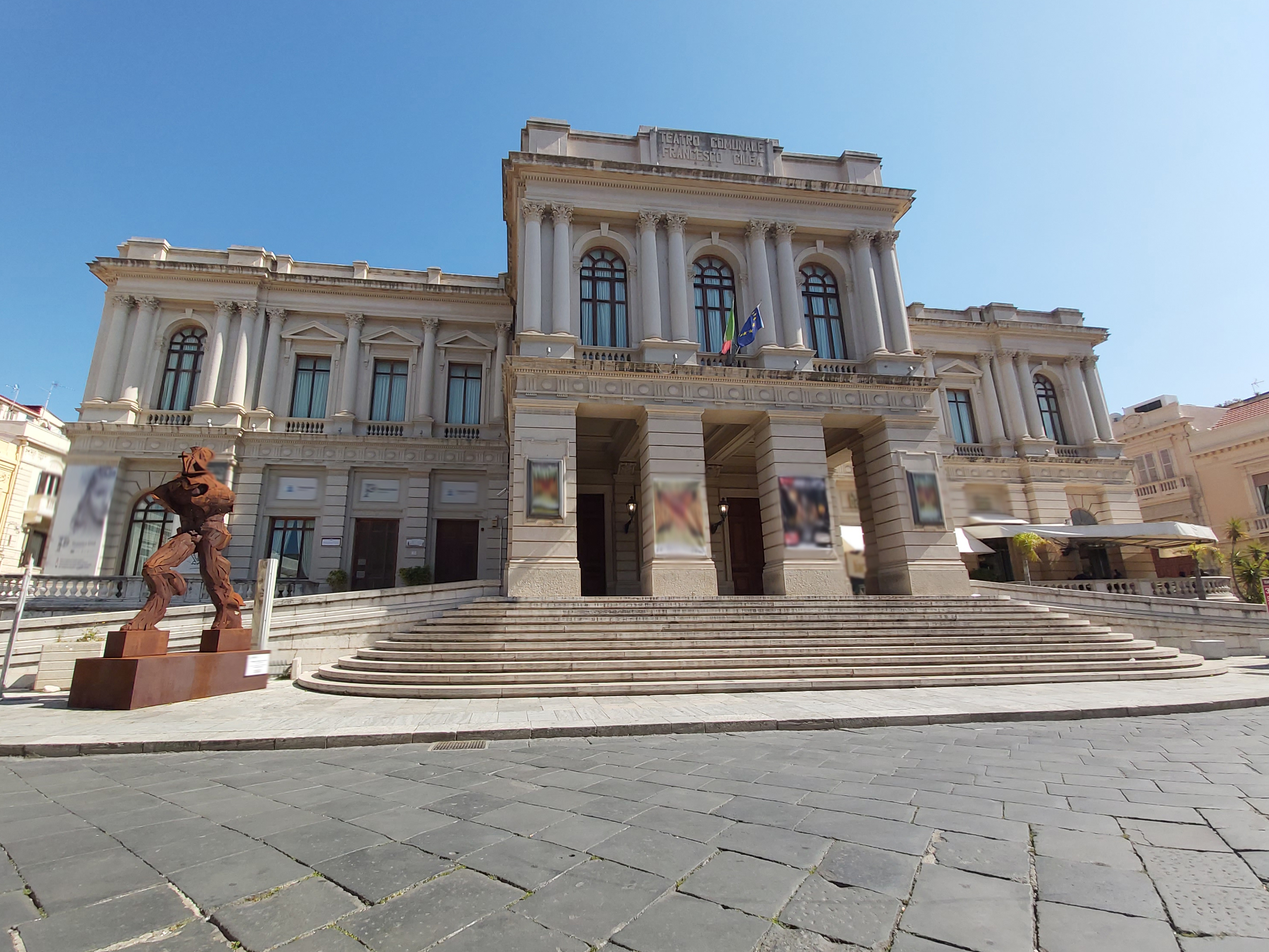
Théâtre « Francesco Cilea ».

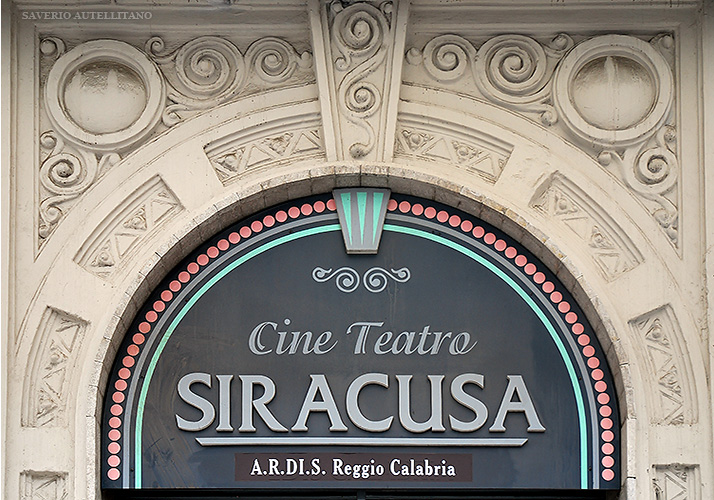
Entrée typiquement Liberty du Politeama « Siracusa ».

#### Théâtres
Le théâtre municipal « Francesco Cilea », inauguré pour la première fois en 1818 sous le nom de Real Teatro Borbonio, est un lieu emblématique de la scène culturelle de Reggio de Calabre. Reconstruit dans un autre emplacement après le tremblement de terre de 1908, il demeure aujourd'hui l'un des principaux théâtres de la région. Le second théâtre de la ville est le Politeama « Siracusa », une salle de spectacle polyvalente inaugurée en 1922 dans un immeuble Liberty.

### Langues
Le calabrais méridional, dont fait partie le reggino, s'est formé à partir d'un substrat grec parlé par les premiers colons chalcidiens et qui, largement parlé jusqu'à l'époque byzantine, s'est enrichi du latin pas vraiment sous l'Empire mais dans l'ère médiévale après la conquête normande.
Pendant des siècles, Reggio de Calabre a été l'un des bastions de la culture grecque en Italie. En sont témoins d'une part, la minorité grécophone présente dans certaines communes de l'Aspromonte telles que Bova, Gallicianò, Roghudi et Condofuri mais aussi dans certains quartiers de la ville grâce à l'immigration récente, et d'autre part les nombreux patronymes d'origine grecque amplement diffus dans la région tels que « Romeo », nom de famille le plus répandu à Reggio, qui est à l'origine un terme grec désignant les "Romains" hellénisés de Constantinople.
Jusqu'à l'époque moderne, c'est donc à un dialecte issu du grec ancien que l'on se réfère lorsqu'on parle du "calabrais méridional". Cependant, ce dialecte a progressivement disparu, supplanté à la fois par l'italien standard et les dialectes néolatins désormais beaucoup plus répandus à travers la Sicile et la Calabre, auxquels appartient le reggino, dont certaines spécificités le rapprochent des parlers siciliens. Cette forte influence sicilienne est notamment perceptible dans l'accent local.
Le dialecte reggino, parlé dans toute l'aire urbaine comprise entre Scilla et Melito, présente par exemple une absence de consonnes « dures » typiques du reste de la Calabre, et manifeste des correspondances linguistiques et lexicales avec le dialecte de Messine. En effet, le reggino et le messinese, très similaires, ne se distinguent entre eux que par quelques variations dans l'intonation et dans l'emploi de certaines consonnes.

### Personnalités liées à Reggio de Calabre
- Iocaste (début du XIIIe siècle av. J.-C.), roi mythique de la ville ;
- Ibycos (VIe siècle av. J.-C.), poète ;
- Théagène de Rhêgion (VIe siècle av. J.-C.), commentateur littéraire ;
- Pythagore de Samos (VIe siècle av. J.-C. / Ve siècle av. J.-C.), sculpteur ;
- Lycos de Rhêgion, historien et père de Lycophron[47] ;
- Hélicaon (Ἑλικάων) de Rhêgion, philosophe pythagoricien[48] ;
- Tommaso Campanella (1568-1639), philosophe, théologien, astronome et poète, né à Stilo ;
- Raffaele Piria (1814-1865), chimiste, né à Scilla
- Pasquale  De Filippo 1937-1991 scrittore e giornalista.
- Domenico Spanò Bolani (1815-1890), politicien, historien et auteur ;
- Francesco Cilea (1866-1950), musicien et compositeur, né à Palmi ;
- Gaetano Catanoso (1879-1963), saint et prêtre, né à Choriò ;
- Umberto Boccioni (1882-1916), peintre et sculpteur ;
- Tito Minniti (1909-1935), pilote ;
- Leopoldo Trieste (1917-2003), acteur et réalisateur ;
- Italo Falcomatà (1943-2001), politicien et professeur à l'université ;
- Santo Versace (né en 1944), créateur de mode et politicien ;
- Gianni Versace (1946-1997), créateur de mode ;
- Nicola Calipari (1953-2005), chef d'État-major à l'armée ;
- Donatella Versace (née en 1955), créatrice de mode.